# IAR-80

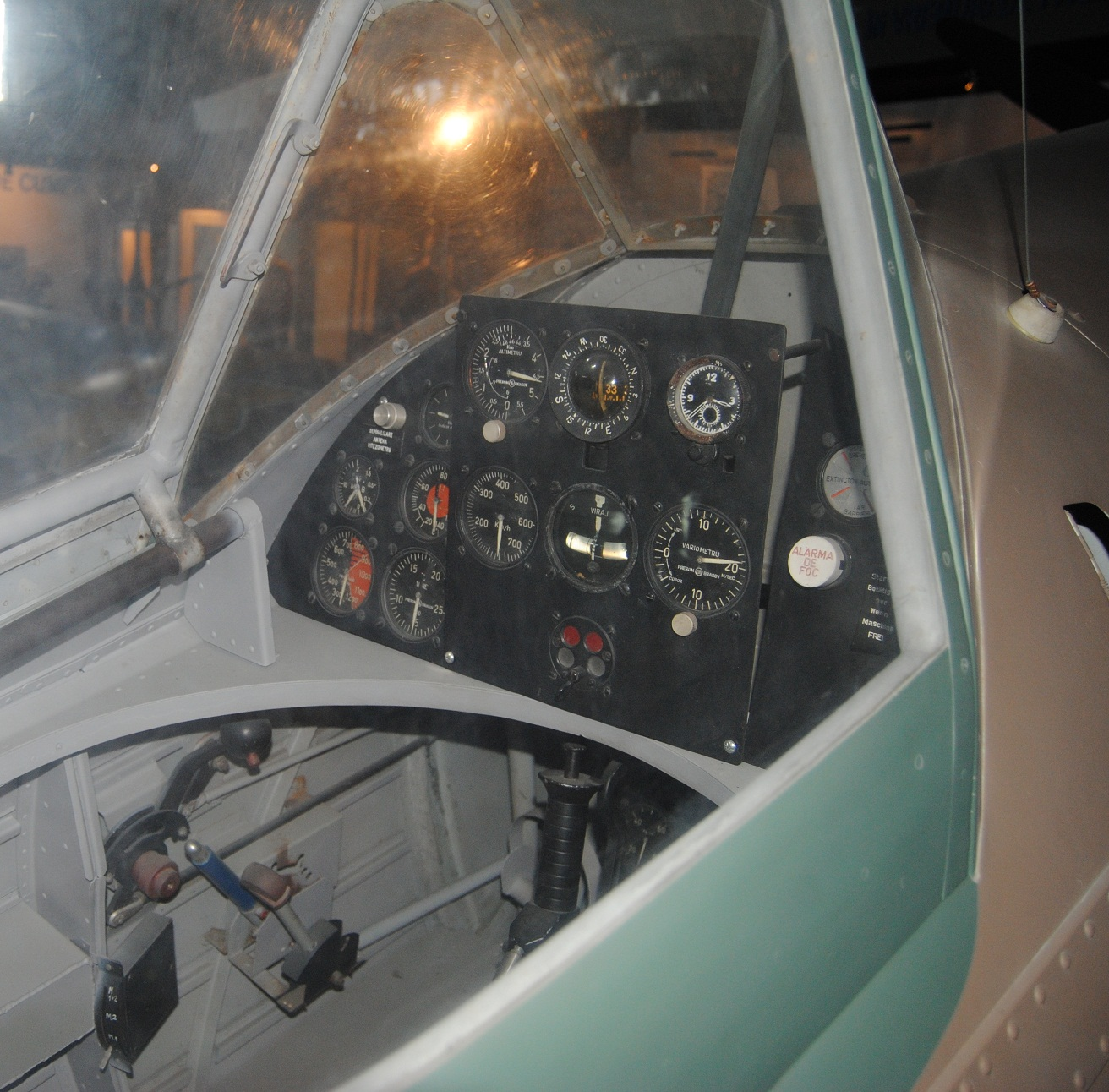
Kokpit samolotu IAR-80

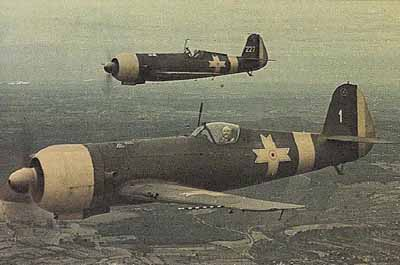
IAR-80 Nr 1 (z przodu) oraz IAR-80B Nr 227

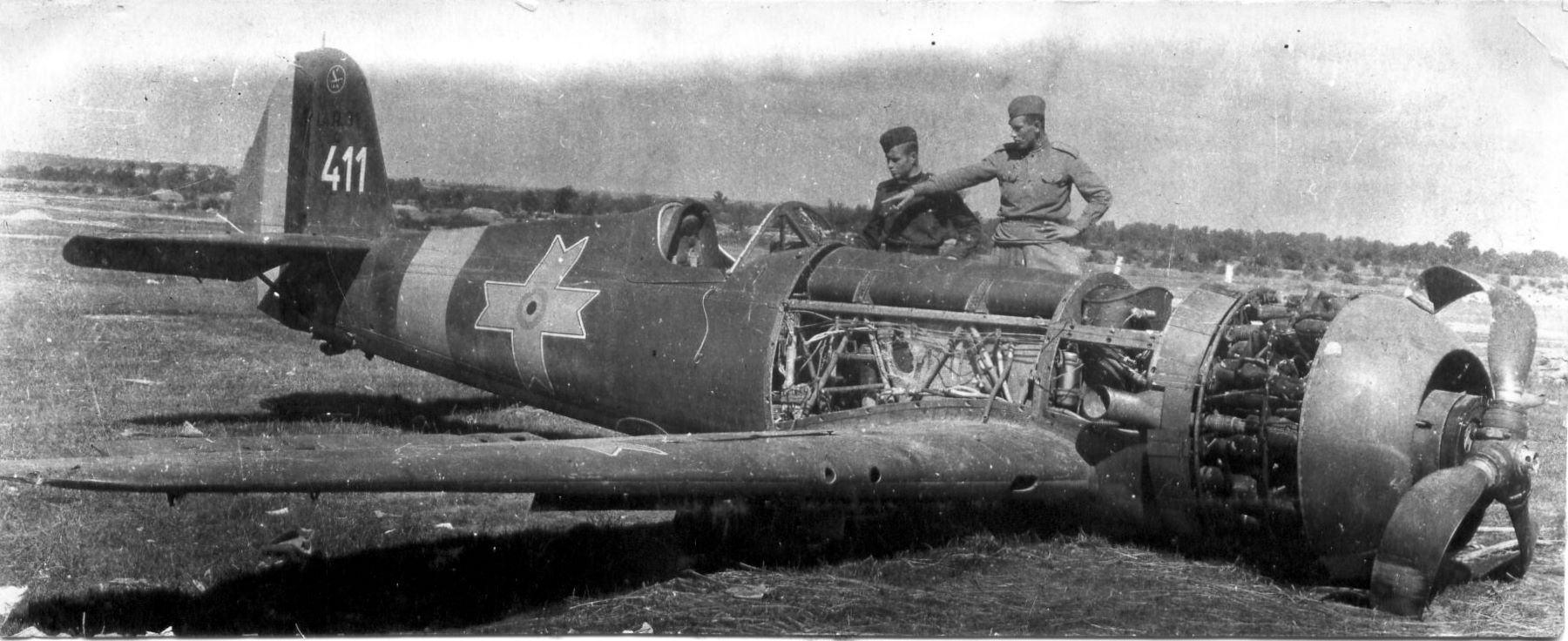
Rozbity IAR-81C Nr 411

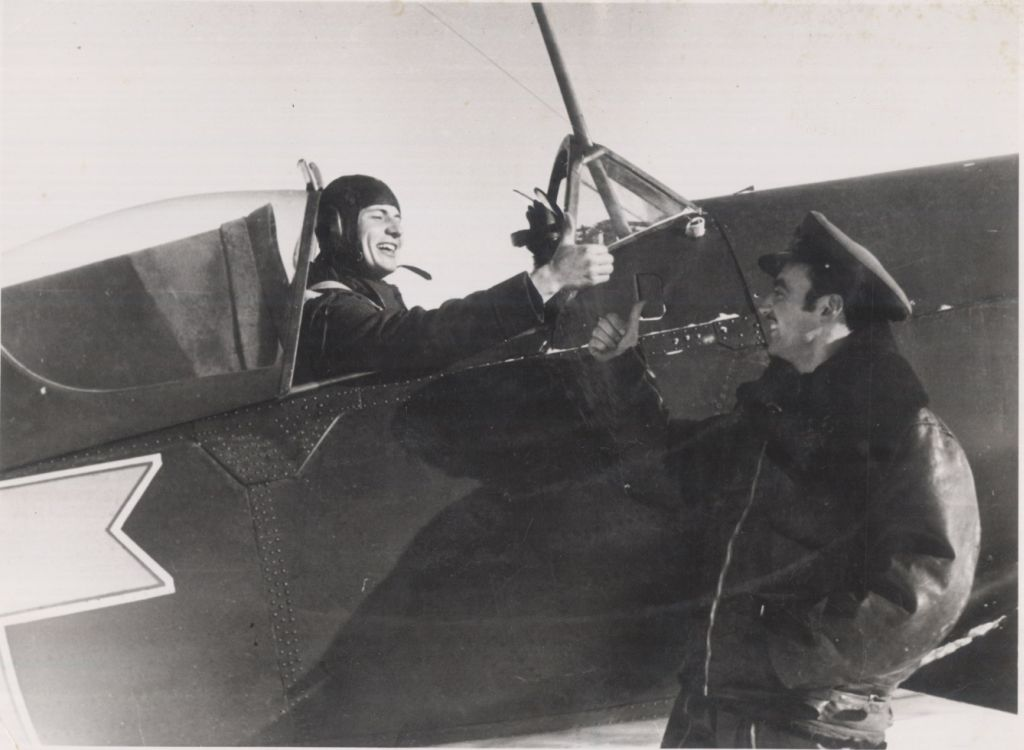
Rumuński pilot tuż przed misją

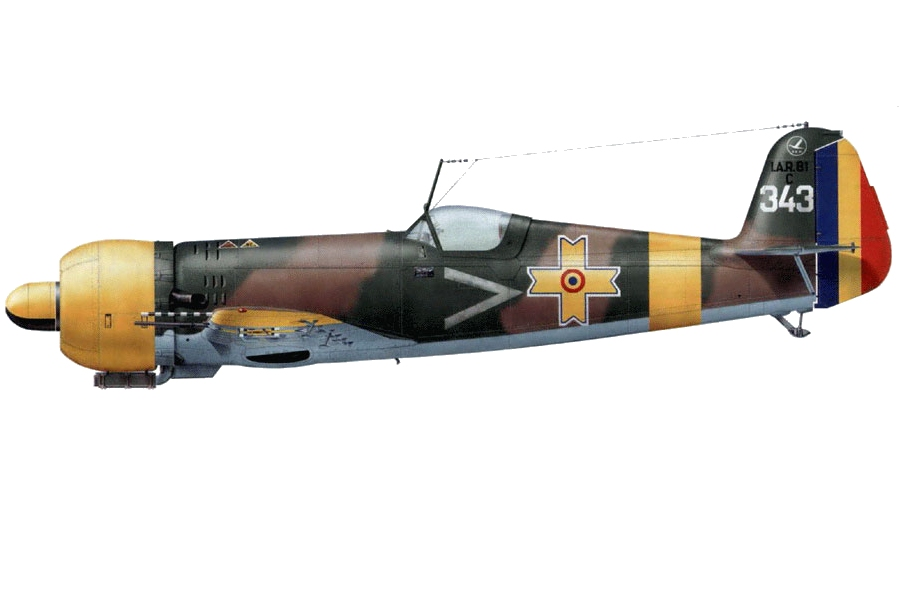
IAR-81C Nr 343, 61 Eskadra Myśliwska z 6 Grupy Myśliwskiej, Rumunia, czerwiec 1944 r.

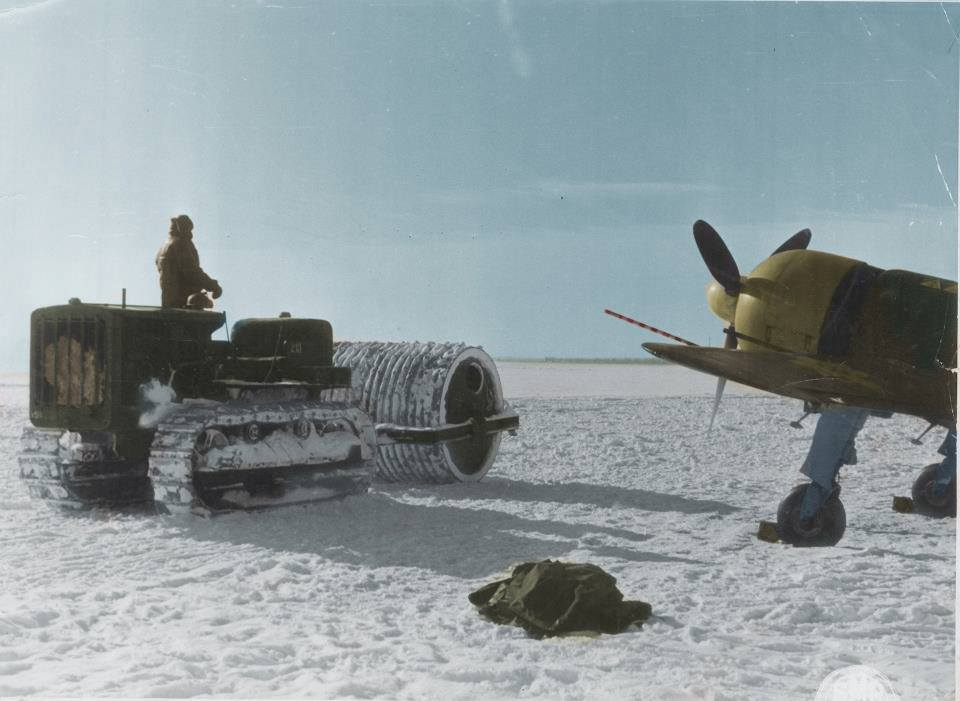
IAR-80 w trakcie zimy na froncie wschodnim

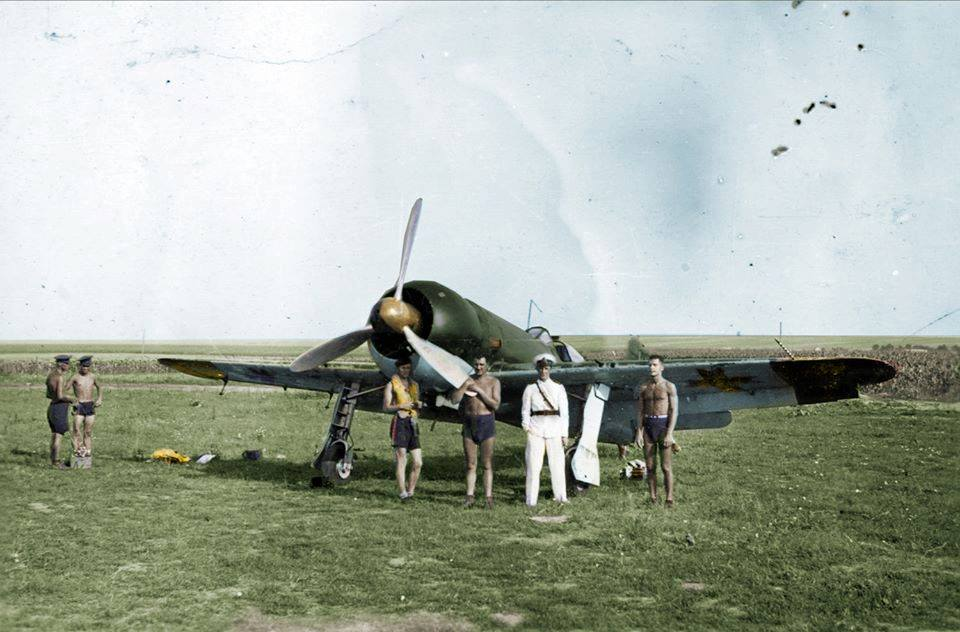
IAR-80 podczas konserwacji na froncie wschodnim

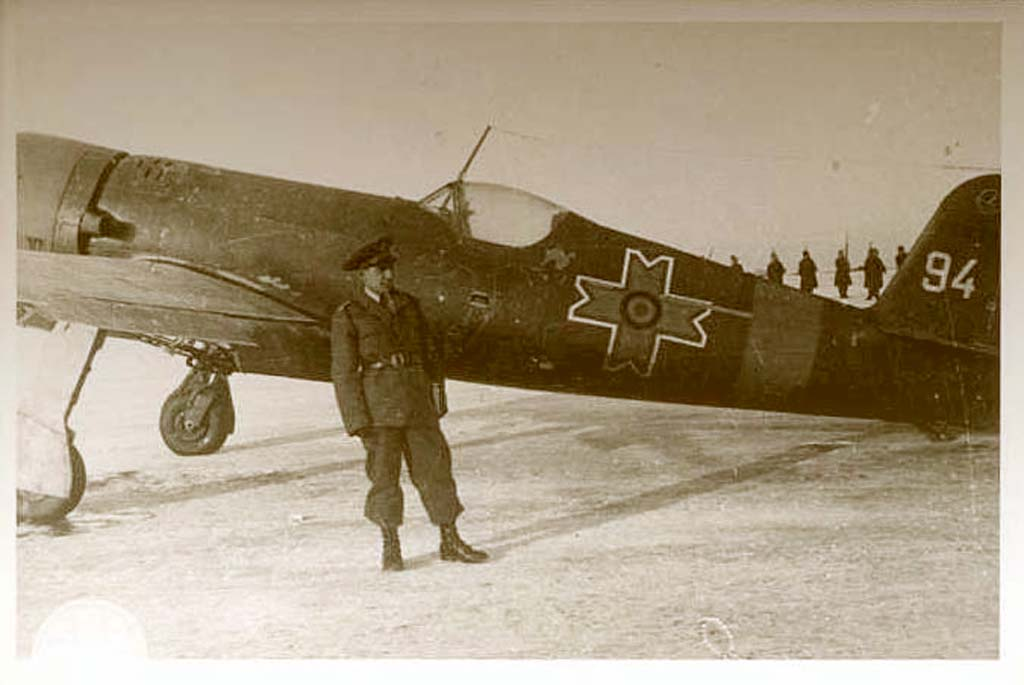
Rumuński pilot przy samolocie IAR-81

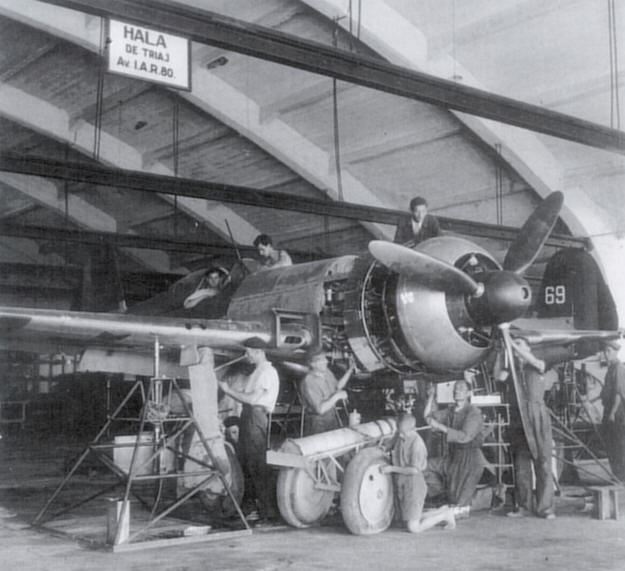
IAR-80 podczas naprawy

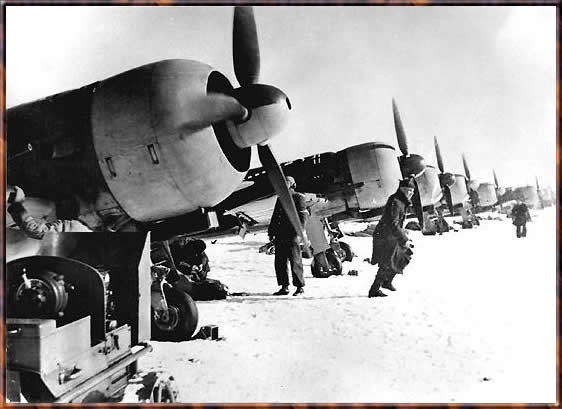
IAR-y na froncie wschodnim, zima 1941 r.

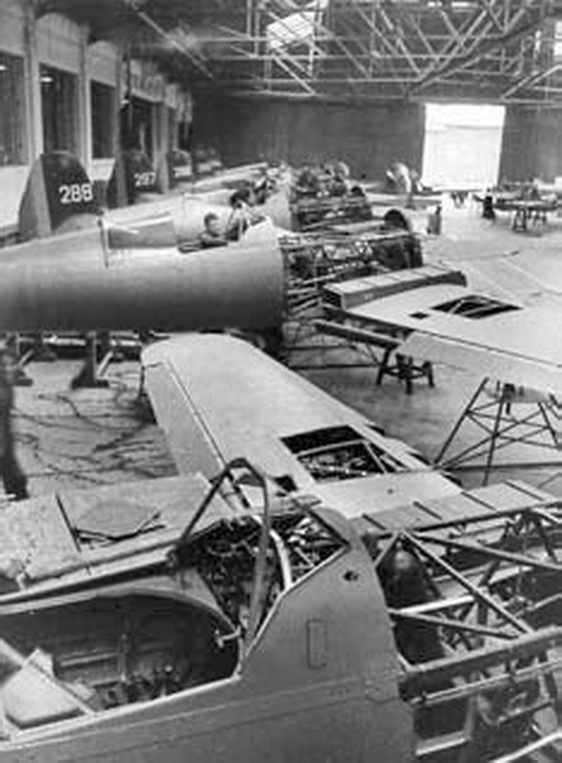
Samoloty IAR w trakcie produkcji. Widać samoloty IAR-80C Nr 288 oraz IAR-80B Nr 297

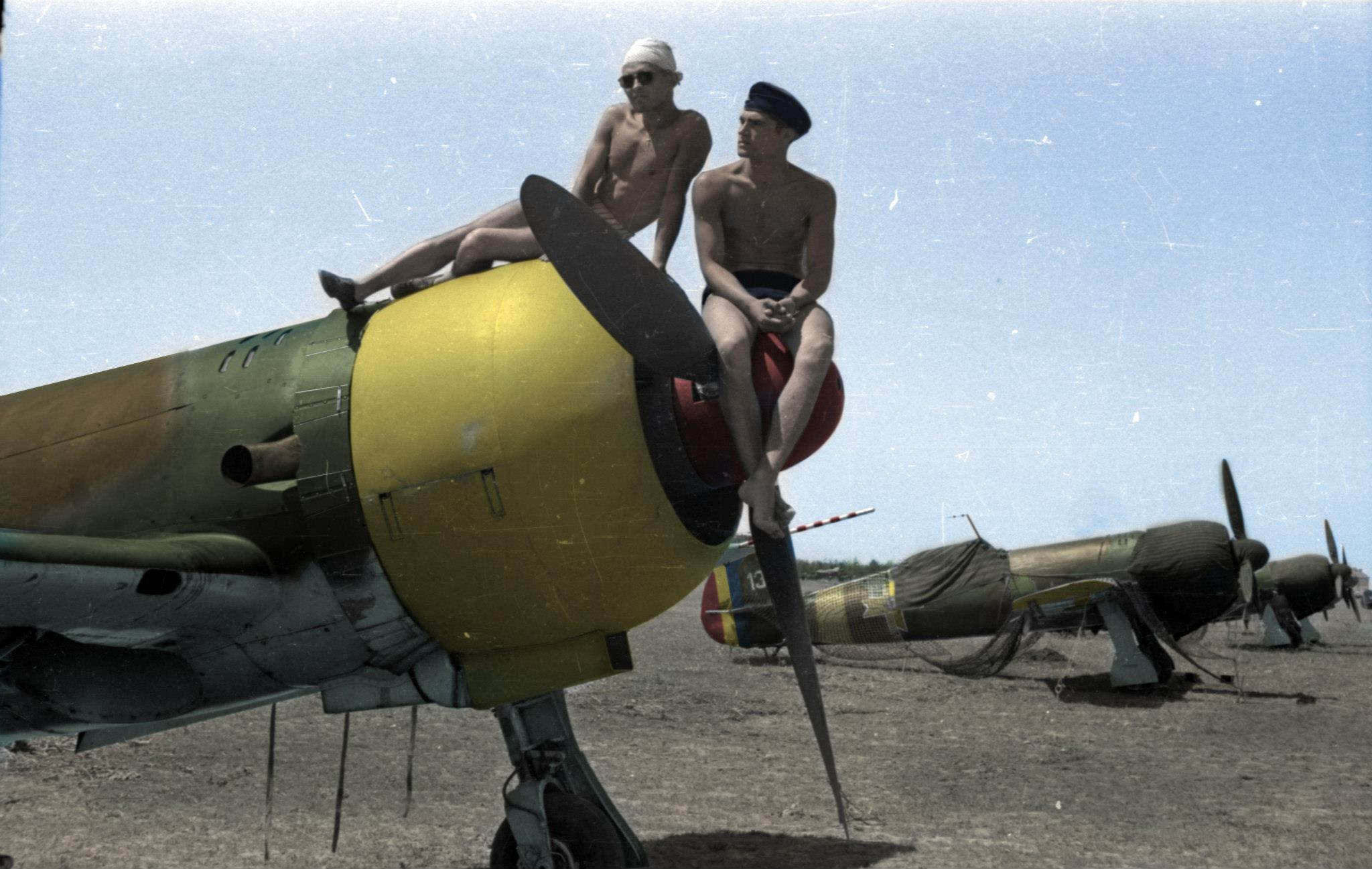
Oczekiwanie na misję. W tle widać IAR-80 Nr 13

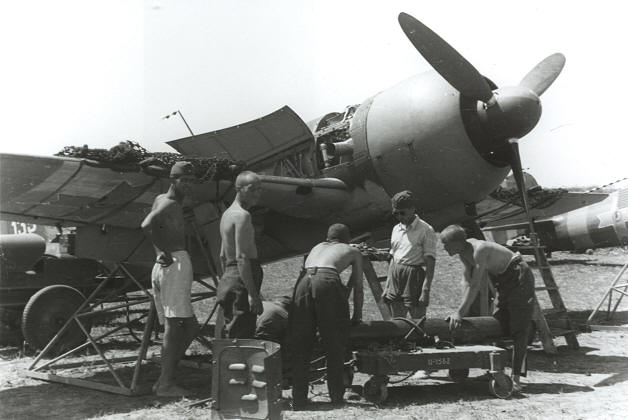
Przygotowywanie samolotu do startu

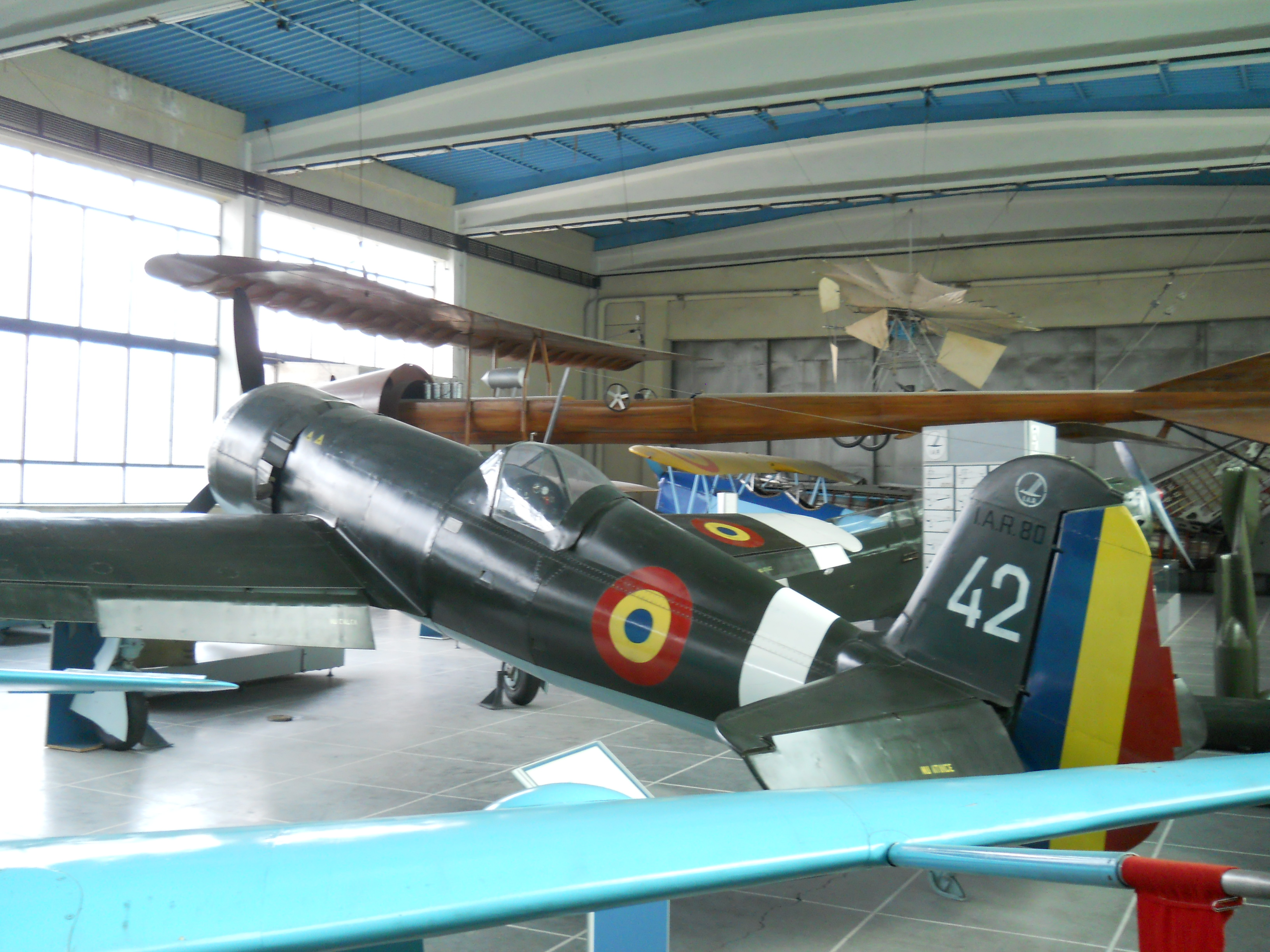
Replika samolotu IAR-80

IAR-80 (IAR-81) – rumuński samolot myśliwski i myśliwsko-bombowy z okresu II wojny światowej.

## Historia
Rumuńskie zakłady lotnicze Industria Aeronautică Română (IAR) rozpoczęły działalność w 1927 roku w mieście Braszów. Było to wspólne przedsięwzięcie rumuńskiego rządu i francuskich firm Lorraine-Dietrich i Bleriot-SPAD. Zakłady specjalizowały się w produkcji samolotów opartych na zagranicznych licencjach: francuskich – Potez XXV, Morane-Saulnier MS.35 i polskich – PZL P.11 oraz PZL P.24.
W listopadzie 1936 r. zakłady IAR zaproponowały Ministerstwu Lotnictwa i Marynarki opracowanie własnego samolotu myśliwskiego, który otrzymał oznaczenie IAR-80. Zespół konstrukcyjny utworzyli: Ion Grosu, Ion Colereanu, Gheorghe Zotta, Micrea Grossu-Viziru oraz Ion Wallner. Projekt został ukończony w następnym roku i uwzględniał najnowsze tendencje jakie w tworzeniu myśliwców pojawiły się w światowym przemyśle lotniczym. IAR-80 był całkowicie metalowym dolnopłatem ze skrzydłami mocowanymi do kadłuba. Skrzydła konstrukcyjnie były oparte o dwa dźwigary i posiadały obrys trapezowy, z zaokrąglonymi końcówkami. W każdym skrzydle znajdował się jeden strzelający poza kręgiem śmigła karabin maszynowy Browning FN kal. 7,92 mm. Podwozie było chowane w kierunku do kadłuba. Tylna część kadłuba bazowała na konstrukcji polskiego myśliwca PZL P.24, który był tam produkowany na licencji. Miało to ułatwić uruchomienie produkcji seryjnej. Stery wysokości były kryte płótnem natomiast ster kierunku był całkowicie metalowy. Nowa była owalna przednia część kadłuba wraz z kabiną, przed którą zabudowano dwa zbiorniki. Jako napęd wybrano niemiecki silnik rzędowy Junkers Jumo 211Da o mocy startowej 930 KM, który napędzał trójpłatowe, metalowe śmigło o elektrycznie regulowanym kącie natarcia łopat. Z powodu opóźnienia dostawy zamówionych niemieckich silników, zespół konstrukcyjny dostosował projekt do zabudowy dostępnego w Rumunii francuskiego silnika Gnome-Rhône 14K zbudowanego w układzie podwójnej gwiazdy i zapewniającego moc startową 900 KM (nominalna 870 KM). 19 listopada 1936 roku Rumunia zawarła kontrakt na dostawę 173 takich silników lotniczych, które dotarły do kraju w czasie od września 1938 r. do kwietnia 1940 roku. Na początku 1941 roku rozpoczęła się ich licencyjna produkcja pod oznaczeniem IAR-14K Ilc32.
Prototyp IAR-80 o numerze seryjnym 0 miał otwartą kabinę, zabudowany oryginalny francuski silnik i był uzbrojony w dwa karabiny maszynowe. 4 kwietnia 1939 roku został on oblatany przez kpt. Dumitru Popescu, który osiem dni później dokonał oficjalnego oblotu. 17 maja z lotniska Pipera demonstracyjny lot na prototypie wykonał doświadczony francuski pilot Michel Detroyat, który został wynajęty przez Ministerstwo Lotnictwa i Marynarki w celu oceny samolotu. Po lądowaniu, w trakcie kołowania, podwozie zapadło się w miękkim gruncie, w wyniku czego uszkodzeniu uległo śmigło, które po przewiezieniu samolotu koleją do Braszowa wymieniono na drewniane. Jak oceniono, moc silnika była zbyt mała, a widoczność podczas kołowania i lądowania bardzo słaba. Natomiast uznanie zdobyły właściwości pilotażowe myśliwca. 20 lipca 1939 r. prototyp został zademonstrowany szerokiej publiczności na lotnisku Cotroceni. W grudniu tego samego roku zamówiono 100 takich myśliwców, a w kwietniu następnego kolejne 100. Prototyp IAR-80 wypadł bowiem korzystniej po przeprowadzeniu jego porównania z zakupionym w Niemczech myśliwcem Heinkel He 112, w wyniku czego Rumuni ograniczyli zamówienie na niemieckie myśliwce.

## Warianty
W toku produkcji powstawały wersje tego samolotu różniące się w zasadzie tylko rodzajem uzbrojenia.
Wersje seryjne samolotu IAR-80 (IAR-81):
- IAR-80 – pierwsza wersja produkcyjna, uzbrojona w 4 karabiny maszynowe Browning FN kal. 7,92 mm. Seryjne samoloty dostały nową osłonę silnika, z klapkami regulującymi przepływ powietrza w przedziale silnikowym i otworami wentylacyjnymi nad zbiornikiem i chłodnicą oleju. Przód kadłuba został wydłużony o 74 mm. Chwyt powietrza do sprężarki umieszczono pod osłoną silnika. Poza bocznymi kolektorami wydechowymi, rury wydechowe dla dwóch dolnych cylindrów gwiazdy przedniej wyprowadzono (patrząc w kierunku lotu samolotu) na lewo od chwytu powietrza do sprężarki, natomiast rurę wydechową dla dolnego cylindra gwiazdy tylnej na prawo od chwytu powietrza. Kabinę pilota przesunięto nieco do tyłu oraz wyposażono w odsuwaną do tyłu owiewkę i zmieniony wiatrochron. Rozpiętość skrzydeł zwiększono o 52 mm, zwiększono również rozpiętość lotek, a na końcach skrzydeł umieszczono światła nawigacyjne. Przeprojektowano ster kierunku i osłony podwozia. Chwyt powietrza do chłodnicy oleju znajdujący się w krawędzi natarcia prawego skrzydła uległ powiększeniu. Uzbrojenie zwiększono do czterech karabinów maszynowych z zapasem 600 nabojów na lufę. Produkcję seryjną opóźnił nieco upadek Francji i Belgii, gdyż znajdowały się tam zakłady, które miały dostarczyć blachę duralową, podwozie i uzbrojenie. Początkowo Niemcy nie zgadzali się na realizację tych dostaw i dopiero gdy Rumuni zgodzili się na ściślejszą współpracę wojskową, w listopadzie 1940 roku, wydali zgodę na realizację zawartych kontraktów. Z powodu opóźnień w dostawach zagranicznych komponentów, pierwsze seryjne IAR-80 opuściły linię produkcyjną dopiero na początku 1941 roku, ale dostawę pierwszych 20 egzemplarzy ukończono bardzo szybko, bo już w lutym. Samoloty te były napędzane silnikami IAR 14 K II C36 (930 KM). Począwszy od maszyny nr 21 używano silnika IAR 14 IV C32 (960 KM). Prosty celownik pierścieniowy zastąpiono austriackim celownikiem refleksyjnym Goerz GM2. Jednocześnie konstrukcję kadłuba wzmocniono poprzez przynitowanie zewnętrznej pionowej listwy wzmacniającej w rejonie wręgi nr 5 znajdującej się za kabiną pilota. Zbudowano 50 myśliwców IAR-80 o numerach seryjnych 1-50[3].
- IAR-80A – wersja myśliwska, uzbrojona w 6 karabinów maszynowych Browning FN kal. 7,92 mm. Od samolotu nr 51 aż do końca produkcji IAR-80 był napędzany silnikiem IAR 14 K 1000A o mocy startowej 1025 KM. Ponadto uzbrojenie zwiększono do sześciu karabinów maszynowych. Dodatkowa para kaemów została umieszczona w pewnej odległości od dwóch dotychczasowych ze względu na skrzynki z amunicją umieszczone na zewnątrz od dotychczasowego uzbrojenia. Amunicja do dodatkowych karabinów również znajdowała się na zewnątrz od nich. Zapas amunicji wynosił 400 nabojów na lufę. W samolotach tej serii zaczęto montować produkowany w Rumunii celownik Telereflex, który był odmianą licencyjną Goerz GM2 ze zmienionym mocowaniem szkła refleksyjnego oraz osłony przeciwsłonecznej. Na samolocie nr 58 testowano drewniane skrzydło i dłuższy drążek sterowy, ale oba te rozwiązania nie zostały wdrożone do produkcji seryjnej. Od maszyny nr 76 wprowadzono zmiany, mające w przyszłości pomóc w przystosowaniu samolotu do wykonywania działań uderzeniowych. Skrócono amortyzatory olejowe podwozia głównego podwozia o 6 cm, dzięki czemu zwiększył się odstęp między kołami, co umożliwiło umieszczenie tam wyrzutnika. Przy okazji zmniejszyło to kąt postojowy pojazdu, poprawiając widoczność z kabiny podczas kołowania. Konstrukcję klap wzmocniono poprzez dodanie podłużnicy wzmacniającej. Od samolotu nr 78 klapy mogły się wychylać nie tylko o kąt 45° do lądowania, ale również o kąt 60°, by służyć w locie jako hamulce aerodynamiczne. Od maszyny nr 77 w miejsce francuskiego regulatora instalacji tlenowej Munerele-34 wprowadzono niemiecki typu HLa 732. Od samolotu nr 131 zmodyfikowano zagłówek pilota. Został on nieco odchylony do tyłu. Wiatrochron, szyba przednia i boczne zostały wykonane z warstwowego szkła pancernego. Zbudowano 90 samolotów IAR-80A o numerach seryjnych 51-90, 106-150 i 176-180, ostatnie pięć maszyn z modyfikacjami jak na IAR-81, lecz bez możliwości przenoszenia bomb[4].
- IAR-80B – wersja myśliwska, uzbrojona w 2 wielkokalibrowe karabiny maszynowe Browning FN kal. 13,2 mm i 4 karabiny maszynowe Browning FN kal. 7,92 mm. Wersję IAR-80B zakontraktowano w miejsce zamówienia na IAR-81A z kwietnia 1942 roku. W tej wersji ponownie wzmocniono uzbrojenie pokładowe samolotu poprzez zastąpienie wewnętrznej pary karabinów maszynowych kal. 7,92 mm parą wielkokalibrowych karabinów maszynowych Browning FN kal. 13,2 mm, których lufa dość znacznie wystawała poza krawędź natarcia skrzydła. Zapas amunicji do wukaemów wynosił po 150 pocisków na lufę. Środkowa para karabinów maszynowych została przesunięta nieco w stronę końcówek skrzydła. Na nowej rękojeści drążka sterującego znalazły się oddzielne spusty dla karabinów kal. 7,92 mm i 13,2 mm. Dookoła zagłówka dodano gumową uszczelkę, która stała się standardem dla wszystkich IAR-ów poczynając od egzemplarza nr 181. Od maszyny nr 200 samoloty otrzymały wydłużoną przed przegrodą przeciwpożarową o 70 mm oraz podskrzydłowe zaczepy dla dodatkowych zbiorników paliwa. Od egzemplarza nr 212 zapas amunicji do wielkokalibrowych karabinów maszynowych zwiększono do 175 pocisków na lufę. Karabiny kal. 7,92 mm zostały trochę przesunięte w stronę końcówek skrzydeł, a panele umożliwiające dostęp do zasobników z amunicją do tej pary kaemów powiększono. Podczas produkcji serii samolotów o numerach 212-230 zwiększono rozpiętość skrzydeł poprzez przedłużenie dźwigarów do 11 m, co zwiększyło powierzchnię nośną do 16,5 m². Dodatkowo grubość pokrycia skrzydeł zwiększono z 0,8 do 1 mm, wzmocniono również śruby mocujące płat do kadłuba. Od grudnia 1943 roku do kwietnia tego samego roku zbudowano 60 samolotów IAR-80B o numerach seryjnych 181-230 i 291-300[5].
- IAR-80C – wersja myśliwska, uzbrojona w 2 działka Ikaria MG-FF kal. 20 mm i 4 karabiny maszynowe Browning FN kal. 7,92 mm. W wersji IAR-80C wielkokalibrowe karabiny maszynowe zastąpiono działkami Ikaria MG-FF kal. 20 mm, z umieszczonym w bębnach amunicyjnych zapasem 60 nabojów na lufę. Dwie pary karabinów maszynowych znajdowały się teraz obok siebie w pewnej odległości od działka. Udźwig podskrzydłowych zaczepów zwiększono do 100 kg, dzięki czemu stosowane dodatkowe zbiorniki paliwa o pojemności 100 litrów mogły być napełniane do pełna. Tak samo jak IAR-81 samolot dostał zastrzały pod statecznikami poziomymi. Owiewka kabiny pilota została wyposażona w pneumatyczną instalację awaryjnego odrzucania. Chwyt powietrza do sprężarki został wyposażony w filtr powietrza. Począwszy od egzemplarza nr 251, wewnętrzne zbiorniki paliwa wykładano okładziną samouszczelniającą się. W lewym skrzydle dodatkowo umieszczono drugą chłodnicę oleju. Zaokrąglono poduszkę znajdującą się na zagłówku za głową pilota. Od czerwca 1943 roku zaczęto montować pasy bezpieczeństwa. W burtach kadłuba, za osłoną silnika wprowadzono dodatkowe otwory chłodzące. Zbudowano 50 samolotów IAR-80C o numerach seryjnych 241-290[5].
- IAR-81 – wersja myśliwsko-bombowa IAR-80A przystosowana do przenoszenia 1 bomby o masie 250 kg (pod kadłubem) i 2 o masie 50 kg (pod skrzydłami). W pierwszych miesiącach 1941 roku Ministerstwo Lotnictwa i Marynarki zamówiło w zakładach IAR wersję myśliwsko-bombową samolotu IAR-80 dostosowaną do bombardowania z lotu nurkowego. We wrześniu zlecono zbudowanie 50 takich maszyn. W kwietniu 1942 r. zbadano samolot IAR-80 nr 1 z zainstalowanym wyrzutnikiem z niemieckiego bombowca Junkers Ju 87. Wyrzutnik pozwalał zrzucić bombę w stromym locie nurkowym, wynosząc ją poza krąg śmigła. Podczas testów uzyskano dobre wyniki. W maju na samolocie zamontowano zmodyfikowany wyrzutnik. W podobne urządzenie wyposażono samolot nr 54. Seryjne samoloty myśliwsko-bombowe otrzymały oznaczenie IAR-81. Dodatkowo pod skrzydłami zainstalowano zaczepy dostosowane do przenoszenia bomb o masie 50 kg. Maszyny dostały również urządzenie automatycznie wciągające klapy po zwolnieniu bomby. Aby wzmocnić konstrukcję, stateczniki poziome zostały wsparte zastrzałami. Prędkość maksymalna samolotu z bombami wynosiła 465 km/h na wysokości 5000 metrów, a zasięg wynosił 695 km. Rozbieg z bombami zwiększył się z 300 do 500 m. Zrzut bomb odbywał się w nurkowaniu z wysokości 3000 m z prędkością 470 km/h na wysokości 1000 m. Podczas produkcji samolot wciąż doskonalono, wprowadzając też zmiany w konstrukcji maszyny zastosowane w produkowanych równolegle IAR-80: od samolotu nr 95 zewnętrzne wzmocnienie z rejonu wręgi nr 5 przeniesiono do wewnątrz konstrukcji; od samolotu nr 100 zwiększono pojemność zbiornika oleju; od samolotu nr 101 usunięto instalację podgrzewania tlenu w instalacji tlenowej; od samolotu nr 151 zaczęto montować klapy z podłużnicą wykonaną ze stali chromowo-molibdenowej; od samolotu nr 231 klapy wychylały się do lotu nurkowego na kąt 75°, a podskrzydłowe zaczepy zostały przystosowane także do przenoszenia dodatkowych zbiorników paliwa. Zbudowano 50 samolotów IAR-81 o numerach seryjnych 91-105, 151-175, 231-240[5].
- IAR-81C – wersja myśliwsko-bombowa, uzbrojona w 2 działka MG 151/20 kal. 20 mm i 4 karabiny maszynowe Browning FN kal. 7,92 mm. Zamówienie na 100 egzemplarzy samolotów IAR-81C zostało złożone już w maju 1942 roku. Kolejne 35 maszyn zamówiono w lutym następnego roku i następne 15 w styczniu 1944 roku. Produkcja tych dwóch ostatnich partii miała na celu zastąpienie samolotów straconych w jednostkach wyposażonych już w ten typ do czasu rozkręcenia licencyjnej produkcji Bf 109G. W wersji IAR-81C jako uzbrojenie główne wykorzystano niemieckie działka MG 151/20 kal. 20 mm z zapasem amunicji 175 nabojów na lufę. Lufy działek wyraźnie wystawały przed krawędź natarcia skrzydła. Na zewnątrz od działka znajdował się jeden karabin maszynowy z zapasem 700 nabojów. Zaczepy pod skrzydłami przesunięto nieco w stronę końcówek skrzydeł. Z powodu wzrostu masy samolotu maksymalny ładunek bomb zmniejszono do 325 kg. Zwiększono grubość szkła pancernego w wiatrochronie do 75 mm. Chwyt powietrza otrzymał zmodyfikowany filtr powietrza oraz był automatycznie zamykany w momencie wysunięcia podwozia. Wprowadzono malowanie jednolitym kolorem ciemnozielonym zamiast stosowanego dotychczas malowania w kolorach zielonym i brązowym. Z takim samym uzbrojeniem jak IAR-81C planowano zbudować wariant myśliwski IAR-80D, lecz wszystkie maszyny ukończono z podkadłubowym wyrzutnikiem do bombardowania z lotu nurkowego i oznaczeniem IAR-81C. Prawie wszystkie IAR-81C trafiły do jednostek myśliwskich, gdzie w celu redukcji oporu aerodynamicznego podkadłubowy wyrzutnik bombowy był demontowany. 6 maja 1944 roku 154 bombowce Boeing B-17 z amerykańskiej 15. Armii Powietrznej ciężko zbombardowały uszkodzone już wcześniej zakłady IAR w Braszowie. Zniszczeniu uległy cztery prawie gotowe samoloty IAR-81C, w tym dwa ostatnie zamówione egzemplarze o numerach seryjnych 449 i 450. Ostatnią maszyną przekazaną odbiorcy był więc samolot o numerze 448. Zbudowano 150 samolotów IAR-81C o numerach 301-450 (dostarczono 148)[6].

Łącznie zbudowano około 450 (przekazano 448) samolotów IAR-80 i IAR-81 wszystkich wersji. W 1941 r. powstało 119 maszyn, w 1942 r. – 151 maszyn, w 1943 r. – 130, w 1944 r. – 50.

### Modyfikacje
W kwietniu 1940 roku na samolocie nr 12 zamontowano niemiecki silnik rzędowy Daimler-Benz DB 601A zdjęty z myśliwca Messerschmitt Bf 109E. Maszynę oblatano 21 kwietnia, ale duży poziom drgań stwierdzony już w pierwszym locie spowodował przerwanie badań. W czerwcu 1944 roku na samolocie nr 326 zamontowano silnik Daimler-Benz DB 605 służący do napędu budowanych w zakładach w Braszowie licencyjnych myśliwców Messerschmitt Bf 109G. Tym razem nie stwierdzono problemów i podjęto decyzję o produkcji napędzanych tym silnikiem myśliwców IAR. Na przeszkodzie stanęło jednak przejście Rumunii na stronę aliantów i brak dostarczanych z Niemiec silników.
W czasie wojny, w ramach remontów, do standardu uzbrojenia IAR-81C (2 działka MG 151/20 kal. 20 mm i dwa karabiny maszynowe Browning FN kal. 7,92 mm) doprowadzono 30 samolotów IAR-80A i IAR-81 poprzednio uzbrojonych w sześć karabinów maszynowych. Samoloty te oznaczono IAR-80M. Nie modyfikowano IAR-80 i IAR-80B.
W 1950 roku w zakładach Atelierele de Reparatii Material Volant (ARMV) w Bukareszcie przebudowano co najmniej 16 samolotów IAR-80 w dwumiejscową wersję treningową, którą oznaczoną jako IAR-80DC. Wykorzystywano go do szkolenia pilotów samolotów Ła-7 i Jak-9 do 1952 roku. Drugi, odkryty kokpit umieszczono przed dotychczasowym, który zachował owiewkę. Zdemontowano radiostację i zmniejszono zbiornik paliwa. Większość z nich nie posiadała uzbrojenia pokładowego.

## Użycie
Samoloty IAR-80, a później IAR-81, od rozpoczęcia produkcji seryjnej były systematycznie wprowadzane do lotnictwa rumuńskiego (Aeronautica Regală Română), gdzie zastępowano nimi samoloty PZL P.11 i PZL P.24. Jako pierwsze otrzymały je eskadry 59 i 60, z których utworzono 8 Grupę Myśliwską. 1 Grupa Myśliwska (eskadry myśliwskie 41 i 42) rozpoczęła przezbrojenie z PZL P.11f na IAR-80 na początku 1941 roku. Była traktowana jako jednostka treningowa. 2 Grupa Myśliwska, również dotychczas latająca na PZL P.11f, została rozwiązana w przededniu wojny, a eskadry 45 i 46 wchodzące w jej skład rozdzielono pomiędzy inne jednostki. Jednostki latające na samolotach najstarszych typów miały się zająć osłoną własnego terytorium. Były to: 3 Grupa Myśliwska (eskadry 43, 44, 45), 4 Grupa Myśliwska (eskadry 46, 49 i 50) latające na PZL P.11, 6 Grupa Myśliwska (eskadry 61 i 62) latająca na PZL P.24 oraz 53 Samodzielny Dywizjon Myśliwski wyposażony w samoloty Hawker Hurricane.
Pierwsze samoloty IAR-81 otrzymały eskadry 61 i 62, które utworzyły specjalną nową 6 Grupę Nurkujących Samolotów Bombowych. Wzięła ona udział w działaniach na terenie Ukrainy.
Przed wybuchem wojny ze Związkiem Radzieckim, w połowie maja 1941 roku, rumuńskie lotnictwo zmieniło znak rozpoznawczy na żółty krzyż maltański z umieszczoną w środku dotychczas stosowaną kokardą. Naniesiono też żółte oznaczenia szybkiej identyfikacji.

### Operacja „Barbarossa”
Do wsparcia rumuńskich wojsk uczestniczących w operacji „Barbarossa” lotnictwo rumuńskie utworzyło Gruparea Aeriana de Lupta (GAL), w której skład weszły jednostki używające samolotów najnowszych typów. GAL przyporządkowano działającej na południowym odcinku frontu wschodniego Luftflotte 4. Na dzień 4 czerwca 1941 roku posiadała ona 253 samoloty w tym 205 sprawnych. W składzie GAL znajdowały się: 8 Grupa Myśliwska (41, 59 i 60 eskadry) wyposażona w 24 samoloty IAR-80, 5 Grupa Myśliwska (51 i 52 eskadry) wyposażona w 27 Heinkle He 112B oraz 7 Grupa Myśliwska (56, 57 i 58 eskadry) wyposażona w 36 samolotów Messerschmitt Bf 109E.
22 czerwca 1941 r. 16 samolotów z 8 Grupy Myśliwskiej eskortowało dziewięć bombowców Savoia-Marchetti SM.79B z 1 Grupy Bombowej w nalocie na lotnisko Bulgarica. Nad celem stracono dwa bombowce, z czego jeden został staranowany przez sowiecki I-16. Rumuńscy piloci eskorty zameldowali o zestrzeleniu czterech sowieckich myśliwców, ale trafione zostały trzy IAR-y, z czego jeden lądował przymusowo na własnym terenie, a pilot innego został ranny. Dzień później doszło do kilku starć z udziałem rumuńskiego lotnictwa, lecz nie odnotowano sukcesów. 27 czerwca odnotowano kolejne cztery zwycięstwa nad I-16 i samolotami określonymi jako „I-17”, ponownie podczas eskorty SM.79B. Stracono jednak samolot zaginionego por. Dana Gastona, podczas gdy sierż. Dumitru Ilie lądował na brzuchu z powodu braku paliwa.
1 lipca do 8 Grupy Myśliwskiej dołączyła 41 Eskadra Myśliwska oddelegowana z 1 Grupy Myśliwskiej. 3 lipca para st. sierż. Stefan Pucas i sierż. Nicolae Tcaci zestrzeliła klucz trzech samolotów SB-2 z czego pierwszemu z pilotów przypadły dwa zestrzelenia. 6 lipca sierż. Florian Budu meldował o zestrzeleniu myśliwca. 12 lipca piloci 8 Grupy Myśliwskiej zestrzelili w trzech walkach cztery I-16 a kolejny taki samolot został w innym starciu staranowany przez ppor. Vasile Claru, który zginął w samolocie nr 23. Inny pilot musiał lądować przymusowo po trafieniu ogniem z ziemi.
13 lipca 8 Grupa została tymczasowo oddelegowana do osłony Ploeszti, przez co na froncie wschodnim została jedynie 59 Eskadra Myśliwska. 18 lipca obrona przeciwlotnicza Ploeszti trafiła dwa IAR-80, których piloci musieli lądować przymusowo. W połowie lipca używająca samolotów Heinkel He 112B 52 Eskadra Myśliwska, która poniosła ciężkie straty w dotychczasowych walkach, została połączona z 42 Eskadrą Myśliwską. W ten sposób powstała 42/52 Eskadra Myśliwska używająca wyłącznie IAR-80. Również ta jednostka została przyporządkowana 8 Grupie Myśliwskiej, a 1 Grupa została rozwiązana.
16 lipca 59 eskadra odnotowała dwa zestrzelenia, a 42/52 eskadra jedno. 20 lipca eskadry 41 i 60 powróciły na front przelatując na lotnisko Bârlad, skąd dwa dni później przeniesiono je do Besarabii. Tymczasem 59 eskadra została skierowana na wybrzeże Morza Czarnego, na lotnisko Mamaia. Następnego dnia st. sierż. Vasile Mirila z tej ostatniej jednostki zestrzelił samolot rozpoznawczy, natomiast sierż. Nicolae Tcaci zgłosił zestrzelenie bombowca, jednak zginął próbując lądować we mgle. 22 lipca sierż. Erich Salei meldował o zestrzeleniu dwóch I-16.
1 sierpnia piloci 42/52 eskadry, podczas osłony bombowców, zgłosili zestrzelenie dwóch myśliwców mylnie zidentyfikowanych jako Seversky P-35, ale jeden z Rumunów lądował na brzuchu z powodu braku paliwa. Tego samego dnia jeden z myśliwców 8 Grupy spłonął po przymusowym lądowaniu na skutek awarii. Następnego dnia porażką pilotów 59 eskadry broniących portu w Konstancy zakończyła się próba przechwycenia bombowców Pe-2, ponieważ od ich ognia obronnego zginął sierż. Dobre Apolozan pilotujący maszynę nr 55, a inny samolot wrócił uszkodzony. Natomiast następnego dnia piloci tej jednostki zgłosili dwa zestrzelenia: ppor. Gheorge Posteucă zestrzelił bombowiec DB-3, a st. sierż. Stefan Pucas zestrzelił Pe-2. 4 sierpnia w katastrofie lotniczej zginął ppor. Radu Dumitrescu z 7 Grupy Myśliwskiej, a inny samolot został poważnie uszkodzony. 7 sierpnia ppor. Vasile Fortu z 8 Grupy zgłosił zestrzelenie jednego I-16.
13 sierpnia 42/52 eskadrę włączono w skład 8 Grupy Myśliwskiej. Dzień później osiem IAR-ów pod dowództwem ppor. Vasile Fortu ostrzelało sowiecką bazę wodnosamolotów meldując o zniszczeniu dwóch i uszkodzeniu trzech nieprzyjacielskich maszyn. Później tego samego dnia sierż. Gheorge Tutuianu z 60 eskadry zgłosił zestrzelenie dwóch I-16. 16 sierpnia, podczas eskorty bombowców nad Odessę, piloci z 42/52 eskadry zestrzelili dwa myśliwce wroga. 20 sierpnia piloci tej eskadry stoczyli kolejną walkę. Każdemu z pilotów czterosamolotowego klucza przypadło po jednym zwycięstwie w walce z tuzinem I-16. W starciu poległ jednak ppor. Constantin Rumceanu, który zasiadał za sterami samolotu nr 64. Dwóch innych pilotów lądowało przymusowo, z czego jeden z powodu braku paliwa.
22 sierpnia ppor. Prasival Stefanescu z 41 eskadry zgłosił zestrzelenie dwóch I-16. Następnego dnia sierż. Dumitru Ilie z 60 eskadry zestrzelił bombowiec mylnie zidentyfikowany jako „Martin”. W innej walce piloci z 42/52 eskadry meldowali o czterech strąceniach, z czego dwa na konto chor. Ioana Maga. Dodatkowo piloci z 7 Grupy zgłosili zestrzelenie dwóch I-16. Dzień później jeden IAR-80 lądował przymusowo po walce powietrznej, a drugi został omyłkowo ostrzelany i uszkodzony przez samolot z 7 Grupy. 25 sierpnia por. Ioan Micu i sierż. Florian Budu zestrzelili po dwa I-16, a inny pilot kolejnego prawdopodobnie. W trakcie kolejnej misji ppor. Ioan Vonica podpalił na wodzie dwie łodzie latające. 26 sierpnia piloci 7 Grupy zestrzelili jednego MiG-3 i trzy I-16 na pewno oraz dwie maszyny ostatniego typu prawdopodobnie. W tym dniu ze składu 8 Grupy została wyłączona 42/52 eskadra, natomiast ponownie włączono 59 eskadrę. Następnego dnia IAR-y zniszczyły na ziemi trzy sowieckie samoloty oraz zestrzeliły myśliwiec, który próbował wystartować. Natomiast piloci 42/52 eskadry meldowali o strąceniu trzech z dziewięciu napotkanych bombowców DB-3. Później tego dnia zestrzelono jeszcze trzy I-16, ale w walce został ciężko ranny ppor. Ioan Vonica, który poparzony wyskoczył z samolotu nr 73 i zmarł w szpitalu dziesięć dni później. 28 sierpnia przeprowadzono atak na nieprzyjacielskie lotnisko. Zgłoszono uszkodzenie czterech lub pięciu maszyn wroga, ale w akcji zaginął sierż. Gheorge Matei pilotujący samolot nr 49, a sierż. Ioan Minu wrócił ranny i lądował przymusowo.
29 sierpnia piloci 42/52 eskadry zameldowali o pięciu pewnych i jednym prawdopodobnym zestrzeleniu w walce przeciwko I-16. Następnego dnia piloci 8 Grupy meldowali o zestrzeleniu dwóch bombowców „Martin”, a w trakcie innej misji uszkodzono na lotnisku trzy lub cztery samoloty transportowe.
5 września 42/52 eskadra odnotowała trzy zestrzelenia w walce z sowieckimi myśliwcami kosztem uszkodzenia jednego IAR-a, który lądował przymusowo. 7 września piloci IAR-ów odnieśli największy sukces podczas całej kampanii. Lotnicy 8 Grupy otrzymali zadanie eskorty bombowców Savoia-Marchetti SM.79B. Podczas wykonywania zadania zestrzelili oni dwa I-16 prawdopodobnie. Później, w trakcie wymiatania, zaatakowali podobne samoloty szturmujące pozycje wojsk Osi, meldując 6 zwycięstw pewnych i 3 prawdopodobne. Trzecia walka, stoczona przez cztery IAR-y eskortujących Potezy przyniosła zestrzelenie kolejnych trzech I-16. Dodatkowo zniszczono na ziemi jeden naprawiany bombowiec. Wszystkie te sukcesy odniesiono bez strat własnych. Następnego dnia jeden uszkodzony IAR wylądował przymusowo na brzuchu. 13 września piloci 42/52 eskadry zestrzelili trzy bombowce na pewno i jeszcze jeden oraz jednego I-16 prawdopodobnie. Dwa dni później piloci IAR-ów odnotowali 8 zwycięstw przeciwko I-16 oraz „I-17”.: sześć zestrzeleń uzyskali piloci 60 eskadry, a po jednym por. Ioan Micu z 41 eskadry i chor. Ioan Maga z 42/52 eskadry. 16 września piloci 42/52 eskadry zameldowali o czterech zestrzeleniach, lecz dwóch nie uznano. Następnego dnia dowództwo odrzuciło pięć zgłoszeń pilotów IAR-ów i Hurricane’ów. 21 września piloci IAR-ów wykonali 53 samoloty w 12 zadaniach. Najpierw ppor. Anca z 42/52 eskadry zestrzelił I-16 i uszkodził bombowiec, następnie cztery IAR-y eskortujące trzy bombowce Bristol Blenheim zmierzyły się z około 20 I-16 odnotowując 6 zestrzeleń pewnych i 2 niepotwierdzone. Po dwa zwycięstwa uzyskali sierż. Florian Budu oraz ppor. E. R. Selei, który odnotował także jedno zwycięstwo niepotwierdzone.
23 września kpt. Alexandrescu i ppor. Anca z 42/52 eskadry uzyskali po jednym zestrzeleniu w walce przeciwko I-16. Następnego dnia ppor. Anca uzyskał kolejne zwycięstwo, por. Stefanescu zestrzelił I-16, a innemu pilotowi nie uznano zestrzelenia. Były to ostatnie sukcesy 42/52 eskadry, która zmieniła nazwę na 52 eskadrę. W trakcie ostatniego miesiąca, gdy eskadra była przyporządkowana 5 Grupie, uzyskała ona 26 zestrzeleń pewnych i 4 prawdopodobne.
30 września piloci z 60 eskadry uzyskali trzy zestrzelenia pewne i jedno prawdopodobne w walce przeciwko I-16. W innym locie zniszczono na ziemi samolot rozpoznawczy Po-2. Sowieckie myśliwce strąciły samolot nr 18, w którym zginął sierż. Romulus Raica z 60 eskadry. W 41 eskadrze aż cztery samoloty odniosły uszkodzenia od ognia z ziemi w trakcie atakowania celów naziemnych. 2 października dwa IAR-y zderzyły się i zapaliły podczas kołowania na lotnisku, a w jednym z nich zginął sierż. Argjir Borcesu. 5 października chor. Maga odnotował zestrzelenie myśliwca, ale jeden z rumuńskich samolotów został uszkodzony i lądował przymusowo. Trzy dni później piloci z 8 Grupy zniszczyli trzy wrogie samoloty na ziemi jednocześnie odnotowując zwycięstwo powietrzne. Było to 88. zwycięstwo powietrzne tej jednostki. 10 października nad Odessą od bezpośredniego trafienia pociskiem przeciwlotniczym zginął kpt. Ernest Vernescu, który pilotował świeżo dostarczony z fabryki samolot nr 82.
Na początku października do 8 Grupy skierowano sześć nowych samolotów IAR-81, które od 15 października były wykorzystywane do bombardowania z lotu nurkowego portu w Odessie. 17 października miasto zostało zdobyte przez wojska rumuńskie, które tym samym zakończyły swój udział w operacji „Barbarossa”. W momencie zajęcia Odessy 8 Grupa miała na stanie 76 (w tym 26 sprawnych) IAR-80 oraz 6 IAR-81.
Podczas walk w okresie od 22 czerwca do 17 października 1941 roku rumuńskie lotnictwo uzyskało 348 zwycięstw pewnych i 153 niepotwierdzone. Straty własne wyniosły 136 samolotów, w tym 47 myśliwców, wśród których znalazło się 13 IAR-ów 80.

### Front wschodni
Po wycofaniu rumuńskiego lotnictwa z działań na froncie, większość jednostek wyposażonych w przestarzałe myśliwce PZL musiała zostać wyposażona w IAR-80, ponieważ Niemcy w 1942 roku dostarczyli tylko 15 myśliwców Messerschmitt Bf 109E-7. W IAR-y zostały wyposażone: 3 Grupa i 4 Grupa Myśliwska oraz wcześniej używająca samolotów Hawker Hurricane 53 Samodzielna Eskadra Myśliwska. Na początku 1942 r. 6 Grupa Myśliwska wymieniła swoje PZL P.24 na IAR-81, stając się tym samym jednostką myśliwsko-bombową. W kwietniu 1942 roku utworzono 9 Grupę Myśliwską, w której skład weszły 47 i 48 Eskadry Myśliwskie.
Rumuńskie siły lotnicze pojawiły się ponownie na froncie wschodnim na kierunku stalingradzkim we wrześniu 1942 roku. 7 września, jako pierwsza, na front przybyła 8 Grupa wyposażona w samoloty IAR-80A. W jej skład wchodziły eskadry: 41, 42 i 60, każda w sile 12 maszyn. Jednostka bazowała na lotnisku Tuzow. W dniach 7–10 września ich piloci odnotowali zestrzelenie trzech Pe-2 oraz jednego Jaka.
Na początku września na front wschodni przybyła również 6 Grupa składająca się z 61 i 62 eskadr, każda w sile 10 IAR-81. Jednostka miała zostać wykorzystywana do atakowania celów naziemnych z lotu nurkowego. Jednak zazwyczaj jej piloci latali na osłonę bombowców. 13 września por. Olimp Avram i sierż. Pompiliu Georgescu meldowali o zestrzeleniu po jednym Jaku. Zgłoszenie sierż. Gheorghe Pisoschi o zniszczeniu bombowca uznano za niepotwierdzone.
14 września piloci 8 Grupy meldowali o strąceniu pięciu Jaków kosztem straty samolotu sierż. Vasile Teodorescu. Pilot ten został prawdopodobnie staranowany przez ppor. Ługańskiego z 270. IAP, który zgłosił zniszczenie w ten sposób rumuńskiego He 112. W tym samym dniu piloci 61 eskadry odnotowali zestrzelenie czterech Jaków kosztem jednej swojej maszyny.
15 września piloci 6 Grupy wykonali 14 lotów na osłonę bombowców. Odnotowali oni zestrzelenie dwóch Jaków na pewno i jednego prawdopodobnie, przy stracie sierż. Nicolae Solomona. Następnego dnia piloci 62 eskadry stoczyli walkę z sześcioma Jakami strącając cztery z nich. 17 września w różnych misjach zgłoszono zestrzelanie dwóch Jaków i jednego Pe-2. Stracono jednak maszynę ppor. Avrama, który ocalał lądując w rejonie linii frontu. Gorzej poszło następnego dnia, kiedy stracono dwie maszyny i jednego pilota, a dwa dni później zaginął ppor. Mihai Weber. 27 września ppor. Avram zestrzelił Jaka, ale sierż. Niculescu powrócił ranny.
1 października 6 Grupa miała na stanie 25 samolotów IAR-81. Na początku tego miesiąca rozpoczęto bombardowanie sowieckich pozycji w Stalingradzie. Na początku listopada od ognia z ziemi zginął st. sierż. Vasile Truica.
7 grudnia sierż. Gheorghe Pisoschi trafił z zaskoczenia Jaka, który zderzył się z innym myśliwcem tego typu. Następnego dnia 6 Grupa przejęła samoloty IAR-80 od 8 Grupy, ponieważ ta została wycofana z frontu. Trafiły one do 61 eskadry, podczas gdy IAR-81 skoncentrowano w 62 eskadrze. 8 Grupa wykonała 196 zadań przeprowadzając 668 samolotolotów, a jej pilotom potwierdzono 15 zestrzeleń przy stracie trzech maszyn.
12 grudnia 6 Grupa zbombardowała dwie wsie i zestrzeliła jednego Jaka. Następnego dnia zgłaszano zniszczenie czterech czołgów oraz strącenie jednego Jaka na pewno i dwóch prawdopodobnie. W tych samych dniach wspierano natarcie Panzergruppe „Hoth”, której nie udało się jednak przełamać pierścienia wokół Stalingradu.
20 grudnia meldowano o zestrzeleniu czterech Jaków i prawdopodobnie bombowca Ił-4, kosztem utraty jednego IAR-80B. Następnego dnia sierż. Cocebas zgłosił strącenie Jaka, który okazał się ostatnim zwycięstwem jednostki w bitwie stalingradzkiej.
23 grudnia jednostkę przeniesiono na lotnisko Tatsinskaja, a 2 stycznia 1943 roku do Rostowa. Niskie temperatury sprawiały sporo kłopotów z obsługą silników IAR-ów. W połowie stycznia 1943 roku 6 Grupa została wycofana z frontu. Do tego czasu piloci wykonali 225 misji (z czego 30 na bombardowanie) i wykonali 718 samolotolotów. Jednostce potwierdzono 26 zwycięstw. Stracono 8 maszyn w walkach powietrznych i 11 od ognia z ziemi.
W lutym 1943 roku 6 Grupa znalazła się na lotnisku Targsor w Rumunii, gdzie w maju dołączyła do jej składu 59 eskadra. Tymczasem 8 Grupa została przekształcona w jednostkę wsparcia pola latającą na samolotach Henschel Hs 129. W tym czasie swoich IAR-ów zaczęła się pozbywać również 9 Grupa, która rozpoczęła przezbrajanie w Bf 109G. 3 Grupa stała się jednostką treningową, a 4 Grupa, składająca się z 45, 46 i 49 eskadr stała na straży Morza Czarnego.
W 1943 r. samoloty IAR nie odegrały większej roli w walkach na froncie wschodnim, ponieważ wysyłano tam jednostki wyposażone w nowocześniejsze Bf 109G. Jednostki wyposażone w samoloty rodzimej produkcji osłaniały terytorium Rumunii. 27 września piloci 4 Grupy przechwycili nad Konstancą wyprawę bombową składającą się z kilkunastu bombowców Ił-4, meldując o zestrzeleniu trzech z nich.
Pod koniec maja 1944 roku odpierająca naloty USAAF 2 Grupa została przebazowana na lotnisko Gheraesti, skąd miała stawiać czoła ofensywie Armii Czerwonej. Pierwsze 44 loty bojowe przeprowadzono 30 maja, tracąc w walce z myśliwcami P-39 jednego IAR-81C. Pomiędzy 5 a 12 czerwca wykonano 118 lotów. Pierwsze zwycięstwo uzyskano 6 czerwca, kiedy sierż. Mihordea zgłosił zestrzelenie P-39. 27 czerwca sierż. Vasile Mirila zgłosił zestrzelenie niezidentyfikowanego samolotu rozpoznawczego.
Później natężenie walk osłabło. 10 sierpnia sierż. Vasile Stana zestrzelił P-39, a 18 sierpnia ppor. Franz Secicar bombowiec DB-3. 20 sierpnia Armia Czerwona rozpoczęła ofensywę na Jassy i Kiszyniów. Pierwszego dnia walk 2 Grupa wykonała 36 samolotolotów odnotowując trzy zwycięstwa powietrzne przy stracie czterech maszyn zestrzelonych i dwóch uszkodzonych. Następnego dnia meldowano o strąceniu dwóch myśliwców Ła-7 przy stracie jednego samolotu. 22 sierpnia wykonano 52 samolotoloty tracąc trzy maszyny od ognia z ziemi. Tego samego dnia 4 Grupa straciła dwa IAR-y, a dwa kolejne zniszczono wycofując się z lotniska Leipzig.

### Walki przeciwko USAAF
1 sierpnia 1943 roku, 178 bombowców Consolidated B-24 Liberator startujących z libijskich lotnisk zbombardowało z małej wysokości rumuńskie rafinerie w zagłębiu naftowym Ploeszti. 6 Grupa miała wtedy 15 gotowych do lotu IAR-80B z 61 i 62 eskadr, ale tylko 12 gotowych do akcji pilotów, którzy wystartowali o 13:30. Sierż. Aurel Vlădăreanu zestrzelił jednego B-24, a st. sierż. Dumitru Ilie zapalił dwa kolejne, które jednak odleciały w stronę granicy, co uznano mu za zestrzelenia niepotwierdzone. Por. Carol Anastasescu z 62 eskadry przeprowadził trzy ataki na jeden bombowiec, który zapalił się podczas ostatniego z nich, ale samolot Rumuna został trafiony ogniem obronnym. Por. Anastasescu odrzucił owiewkę i próbował wznieść się na pewną wysokość, aby bezpiecznie opuścić samolot, jednak ujrzawszy lecącego w jego kierunku Liberatora, staranował amerykański samolot. Z ciężkimi obrażeniami przeżył upadek swojego IAR-80B nr 222 na ziemię i zaliczono mu dwa zwycięstwa. Awaryjnie lądował również sierż. Gheorghe Cocebas, ale jego maszyna nadawała się do naprawy. 45 eskadra z 4 Grupy miała gotowych sześć IAR-80C, których piloci wystartowali do akcji o 13:30. Sierż. Ioan Nicola zestrzelił jednego B-24, a sierż. Ioan Bosinceanu uszkodził innego. Po powrocie na lotnisko czterech pilotów wykonało o 15:30 drugi lot. W czasie drugiego wylotu por. Ion Barladeanu meldował o zestrzeleniu dwóch bombowców, a ppor. Cristu jednego. Dodatkowo klucz Bf 109G z 53 eskadry uzyskał dwa zestrzelenia, a pilot Bf 110 z 51 eskadry zapalił jeden z bombowców, jednak jego samolot został strącony ogniem obronnym a on sam zginął próbując skoczyć ze spadochronem na małej wysokości, choć ta sztuka udała się jego tylnemu strzelcowi. Zestrzelenie 12 Liberatorów zgłosili piloci niemieckiego I/JG 4, który stracił jednego Bf 109G. Strącenie trzech kolejnych bombowców meldowali piloci myśliwców nocnych Bf 110 z 10./NJG 6. Podczas lotu powrotnego bombowców piloci bułgarskich Bf 109 zgłosili pięć zestrzeleń, a Niemcy z IV/JG 27 kolejnych pięć, kosztem jednego Bf 109G razem z pilotem. Nalot kosztował pięć biorących w nim udział amerykańskich grup bombowych stratę 54 samolotów, w tym ośmiu internowanych w Turcji.
Następny raz, kiedy formacje amerykańskich bombowców pojawiły się nad Rumunią był po zajęciu przez aliantów południowych Włoch. Amerykanie pozyskali tam dogodne bazy dla swojej 15. Armii Powietrznej, której zadaniem było prowadzenie strategicznej ofensywy bombowej nad południowymi Niemcami, Austrią oraz przeciwko sojusznikom Niemiec, w tym Rumunii. W tym czasie rumuńskie lotnictwo mogło wystawić przeciwko Amerykanom wyposażoną w IAR-y 6 Grupę (eskadry 59, 61 i 62), 1 Grupę (43 eskadra na Bf 109G, eskadry 63 i 64 na IAR-81) oraz 7 Grupę (53, 57 i 58 eskadry) wyposażoną w Bf 109 i IAR-81. Łącznie było to około 100 samolotów, w tym 30 Bf 109. Rumuni mogli liczyć na wsparcie na wsparcie niemieckiego dywizjonu III/JG 77 wraz z przyporządkowaną mu eskadrą 10./JG 301 oraz dywizjonu II/JG 51.
15. USAAF rozpoczęła swoją półroczną kampanię przeciwko Rumunii 4 kwietnia 1944 roku. Wtedy to 96 B-17 i 220 B-24 pod eskortą 119 P-38 poleciało nad Bukareszt z zadaniem zbombardowania tamtejszych stacji rozrządowych. Przeciwko nim 1 Grupa wysłała 24 IAR-81C, których piloci odnotowali osiem zestrzeleń pewnych i dwa prawdopodobne, przy stracie jednej maszyny zestrzelonej i dwóch, które lądowały awaryjnie, przy czym trzech pilotów zostało rannych, ale jeden z nich wrócił na lotnisko. 6 Grupa wysłała na przechwycenie 24 IAR-80C, których piloci odnotowali cztery zestrzelenia pewne i cztery prawdopodobne, ale trzy samoloty z tej jednostki lądowały przymusowo. 7 Grupa poderwała 11 IAR-81C i 7 Bf 109G. Piloci tej jednostki zgłosili jedno strącenie pewne i cztery niepotwierdzone, jednak uszkodzone zostały dwa samoloty, z czego jeden lądował awaryjnie. Dodatkowo Niemcy z III/JG 77 zgłosili 11 zestrzeleń, a jeszcze jedno zgłosił pilot z podporządkowanej tej jednostce eskadry 10./JG 301, przy stracie jednej maszyny z tej ostatniej jednostki. W rzeczywistości Amerykanie stracili 10 B-24, w tym siedem z odizolowanej formacji 499. BG. Piloci Lightningów z 95. FS zgłosili cztery zwycięstwa powietrzne.
Następnego dnia Amerykanie wysłali nad stację kolejową w Ploeszti 136 B-24 i 94 B-17 w asyście 132 P-38 i 48 P-47. 1 Grupa wysłała na przechwycenie 23 myśliwce IAR, ale tylko część z nich odnalazła bombowce meldując o zestrzeleniu trzech B-24. Sierż. Raghiga Dumitrescu stoczył walkę z czterema P-38, uszkadzając jeden z nich, jednak później sam został zestrzelony. Dwa inne samoloty lądowały na brzuchach. 5 Grupa poderwała 8 IAR-80 i 4 Bf 109E z 51 eskadry oraz 7 Bf 109E z 52 eskadry. Ich piloci odnotowali pięć zestrzeleń pewnych i jedno prawdopodobne. Kpt. Iliescu lądował awaryjnie uszkodzonym samolotem. 6 Grupa wykonała 49 lotów na IAR odnotowując pięć zwycięstw, w tym trzy potwierdzone, bez strat własnych. 7 Grupa wysłała 15 IAR-81C i 13 Bf 109G, meldując o trzech zwycięstwach przy stracie jednego samolotu. Piloci niemieckiego III/JG 77 meldowali o 16 zestrzelonych B-24 ze stratą 7 Bf 109G. O strąceniu 4 B-24 i 1 B-17 meldowali piloci z 10./JG 301. Sześć kolejnych Liberatorów mieli zestrzelić piloci II/JG 51, jednego B-17 lotnicy 12./NJG 6, a jednego P-51 pilot 1./JG 302. Prawdziwe straty Amerykanów wyniosły 10 B-24 (po pięć z 450. i 451. BG), trzy B-17 oraz jeden P-38 z 14. FG. Myśliwce eskorty nie odnotowały ani jednego zestrzelenia.
15 kwietnia 15. USAAF wysłała 257 B-24 w eskorcie 149 P-38 i 38 P-47 z rozkazem zbombardowania stacji kolejowej w Bukareszcie. Około 60 bombowców nie wykonało bombardowania, pozostałe zrzuciły bomby bez widoczności celu używając radarów PFF, ale bomby zamiast na stację kolejową spadły na miasto. Ponadto 137 B-17 bez eskorty zbombardowało Ploeszti. 1 Grupa wysłała na przechwycenie 24 IAR-80C, ale przeciwnika znalazła tylko jedna para, która odnotowała zestrzelenie Liberatora za cenę jednego samolotu uszkodzonego. Piloci Bf 109G z 7 Grupy zgłosili dwa zestrzelenia. Niemieccy lotnicy meldowali strącenie 10 B-24, 2 B-17 i 4 P-38. Rzeczywiste straty 15. USAAF wyniosły trzy B-17 i trzy B-24 z 460. BG, jeden B-24 z 451. BG rozbił się w Turcji. Podczas bombardowań celów w Jugosławii stracono trzy B-24 z 459. BG. Piloci amerykańskich myśliwców meldowali o ośmiu zwycięstwach, ale 14. FG straciła cztery P-38.
16 kwietnia 126 B-24 zbombardowało zakłady lotnicze w Braszowie. 1 Grupa wysłała na przechwycenie 25 IAR-ów, ale nie zdołano nawiązać kontaktu z nieprzyjacielem. Niemieccy piloci zgłosili cztery zestrzelenia. Amerykanie stracili pięć Liberatorów. 19 kwietnia 7 Grupa została przeniesiona do Mołdawii.
21 kwietnia 91 B-24 zbombardowało stację kolejową w Bukareszcie. Przeciwko nim 1 Grupa wysłała 26 IAR-ów. Piloci odnotowali dwa zestrzelenia pewne i jedno prawdopodobne za cenę sześciu maszyn zestrzelonych i czterech uszkodzonych. Zginęło pięciu pilotów, a dwóch było rannych. Jeden z kluczy został zaskoczony przez Mustangi eskorty i w całości zestrzelony. Pierwszy raz przeciwko Amerykanom zostali wysłani piloci 2 Grupy, która poderwała 34 samoloty. Kontakt z wrogiem nawiązała tylko jedna eskadra, której lotnicy zgłosili zestrzelenie czterech bombowców kosztem pięciu maszyn strąconych i jednej uszkodzonej. Zginęło dwóch pilotów, a czterech było rannych. 6 Grupa poderwała do akcji 30 IAR-ów tracąc cztery maszyny uszkodzone i czterech zabitych pilotów. Niemiecka III/JG 77 odnotowała strącenie 7 B-24, 5 P-51 i 1 P-38 kosztem siedmiu Bf 109, dwóch pilotów zabitych i trzech rannych. Inne jednostki meldowały o zestrzeleniu 2 B-24 i 1 P-38. Rzeczywiste straty Amerykanów wyniosły cztery B-24 z 455. BG i po dwa z 454. BG i 456. BG. Piloci P-38 z 14. FG zgłosili 10 zestrzeleń kosztem jednego samolotu, a piloci P-51 z 31. FG kolejne 15 zestrzeleń (rozpoznali oni IAR-y jako Fiaty G.50) kosztem trzech Mustangów, z czego dwóch w walce powietrznej i jednego w wyniku urwania skrzydeł podczas nurkowania.
24 kwietnia 207 B-24 zbombardowało stację kolejową w Bukareszcie, a 154 B-17 i 99 B-24 bombardowało stację kolejową w Ploeszti. 1 Grupa wysłała w powietrze 16 pilotów. Spośród nich wyróżnił się sierż. Constantin Popescu, który zgłosił zestrzelenie trzech B-24. 2 Grupa poderwała 27 IAR-81C. Piloci tej jednostki odnotowali zestrzelenie sześciu B-24 na pewno i jednego prawdopodobnie kosztem czterech uszkodzonych myśliwców. 6 Grupa wysłała w powietrze 29 pilotów. Zgłosili oni sześć zwycięstw, z czego trzy potwierdzone. Niemcy z III/JG 77 zgłosili zestrzelenie 2 B-24 i 4 B-17. Jeszcze jednego B-17 miał zestrzelić pilot z 6./JG 51. Faktyczne straty Amerykanów wynosiły 5 B-24, 3 B-17 i 1 P-51 strącony omyłkowo przez inną maszynę tego typu. Piloci myśliwców z 31. FG zgłosili trzy zestrzelenia, w tym dwóch bombowców.
5 maja 15. USAAF przeprowadziła nalot na Ploeszti angażując 319 B-24 i 166 B-17. 1 Grupa wysłała 19 IAR-ów. Piloci tej jednostki zgłosili strącenie ośmiu B-24 na pewno i jednego prawdopodobnie, bez strat własnych. Lotnicy z 2 Grupy zgłosili sześć zestrzeleń B-24 pewnych i trzy prawdopodobne przy stracie jednego samolotu strąconego i dwóch uszkodzonych. 6 Grupa poderwała 27 samolotów, a jej piloci zgłosili jedno zwycięstwo. Jeden IAR lądował przymusowo. Piloci z niemieckiej III/JG 77 zgłosili strącenie 10 B-24, wybicie dwóch z formacji i dobicie jeszcze jednego. Dodatkowo meldowali o strąceniu dwóch P-47. Piloci z II/JG 51 zgłosili zestrzelenie dwóch P-38, a pilot z 10./JG 301 jednego B-24. Faktyczne straty Amerykanów wyniosły 12 B-24, 4 B-17, 2 P-38 i 1 P-47. Myśliwce eskorty odnotowały 13 zwycięstw powietrznych.
6 maja, pełniący funkcję instruktora w szkole pilotażu w Braszowie ppor. Constantin Balta, pilotujący samolot IAR-81C, odnotował strącenie dwóch B-24. Pierwszemu z nich odstrzelił statecznik, a drugiemu zapalił silnik, w wyniku czego odpadło całe skrzydło samolotu. Podczas ataku na ten drugi bombowiec samolot Rumuna został trafiony w kabinę, a Balta ranny. Piloci Luftwaffe meldowali zestrzelenie 11 B-24, wybicie czterech i dobicie jednego, a dodatkowo strącenie dwóch P-38 i dwóch P-47. W rzeczywistości 459. BG straciła pięć, a 344. BG jednego B-24. Nie wróciło też kilka B-17 2. BG oraz parę P-38 z 14. FG.
7 maja 272 B-24 i 157 B-17 zaatakowało cele w Rumunii. 1 Grupa odnotowała zestrzelenie jednego B-24 kosztem uszkodzenia trzech samolotów i zranienia jednego pilota. 2 Grupa wysłała w powietrze 22 IAR-81C. Piloci tych maszyn uzyskali dwa zwycięstwa pewne i jedno prawdopodobne przeciwko B-24 za cenę czterech uszkodzonych samolotów. 6 Grupa poderwała 29 samoloty, których piloci odnotowali dwa zestrzelenia pewne i jedno prawdopodobne, tym razem jednak bez strat własnych. Niemcy z III/JG 77 meldowali o zestrzeleniu trzech P-38, a pilot z II/JG 51 o strąceniu jednego B-24. W rzeczywistości Amerykanie stracili dwa B-24 z 454. BG i jednego z 98. BG, wodował również jeden B-17 z 97. BG. Myśliwce eskorty uzyskały dziewięć zestrzeleń tracąc jednego P-38 z 14. FG.
18 maja około 700 bobmbowców 15. USAAF miało zbombardować rafinerię w Ploeszti, lecz z powodu zachmurzenia tylko 206 z nich było w stanie wykonać zadanie. Piloci z 1 Grupy meldowali o zestrzeleniu dwóch B-17. Por. Ioan Micu stoczył walkę z tuzinem P-38 i zameldował o zestrzeleniu jednego z nich. W walce zginął ppor. Gheorghe Cristea, który w chwili śmierci miał na koncie trzy indywidualne i jedno grupowe zwycięstwa nad bombowcami. 2 Grupa wysłała w powietrze 15 IAR-ów, których piloci odnotowali strącenie dwóch bombowców na pewno i jednego prawdopodobnie. W walce zginął jednak dowódca 66 eskadry, kpt. Gheorghe Stanica, który miał na swoim koncie trzy zestrzelenia pewne i dwa prawdopodobne bombowców czterosilnikowych. Lotnicy z 5 Grupy odnotowali uszkodzenie kilku bombowców i zestrzelenie dwóch P-38. 6 Grupa poderwała do lotu 26 IAR-ów. Ich pilotom przyznano zestrzelenie ośmiu bombowców, lecz zginął por. Gheorghe Lupescu. Niemcy z III/JG 77 meldowali o zestrzeleniu siedmiu B-17 i trzech P-38 przy stracie czterech Bf 109 i jednego pilota. Pozostali niemieccy piloci meldowali o strąceniu trzech B-17 i czterech B-24 oraz wybicie z formacji jeden z samolotów tego pierwszego typu i jedną maszynę tego drugiego typu oraz dobicie jednego Liberatora. Rzeczywiste straty Amerykanów wyniosły 8 B-24, 8 B-17 i 1 P-38. Piloci eskorty meldowali o 14 zwycięstwach, czego o 11 meldowali piloci P-38 z 1. FG.
Po tej walce 2 Grupa została przeniesiona do Mołdawii, gdzie miała operować nad frontem wschodnim. Jej miejsce zastąpiła 7 Grupa. Przeciwko Amerykanom 2 Grupa uzyskała 35 zestrzeleń pewnych i 9 prawdopodobnych przy stracie czterech pilotów.
31 maja 427 B-24 i 47 B-17 bombardowało zagłębie Ploeszti. Piloci 1 Grupy meldowali o zestrzeleniu dwóch bombowców kosztem dwóch maszyn i ich pilotów: por. Ioana Barladeanu (cztery zestrzelone B-24 na koncie) oraz ppor. Petre Scurtu (dwa B-24 na koncie). 6 Grupa wysłała 32 samoloty odnotowując pięć zestrzeleń pewnych i jedno prawdopodobne. W walce poległ jednak jeden z czołowych pilotów IAR, sierż. Florian Budu, który miał na swoim koncie siedem samolotów zestrzelonych i dwa zniszczone na ziemi. Piloci Luftwaffe meldowali o zestrzeleniu dwunastu i wybiciu z formacji kolejnych czterech B-24, a także strącenie 3 P-38 i 1 P-51. Rzeczywiste straty Amerykanów wyniosły 15 B-24, 2 P-51 z 52. FG (jeden w wyniku zderzenia z IAR) i 2 P-38 z 1. FG. Myśliwce eskorty odnotowały zestrzelenie 21 samolotów, z czego 15 przypadło 52. FG.
6 czerwca zagłębie naftowe Ploeszti zostało zbombardowane przez 280 B-24, podczas gdy 101 kolejnych bombardowało stację kolejową w Braszowie. 108 B-17 startujących z baz w ZSRR zaatakowało lotnisko w Gałaczu, a 28 B-17 z Włoch zaporę wodną na Dunaju. Piloci z 1 Grupy odnotowali zestrzelenie jednego B-24 na pewno i jednego B-17 prawdopodobnie kosztem dwóch uszkodzonych maszyn. Lotnicy z 6 Grupy uzyskali jedno zestrzelenie, tym samym powiększając swój dotychczasowy wynik w walkach z USAAF do 60 zestrzeleń pewnych i 10 prawdopodobnych, które uzyskano za cenę siedmiu poległych pilotów. Piloci z 9 Grupy, latający na Bf 109, odnotowali pewne zestrzelenie P-51, którego strącił kpt. Serbanescu. Inny pilot uzyskał zestrzelenie prawdopodobne, ale jeden z Messerschmittów został zestrzelony. Piloci Luftwaffe zgłosili zestrzelenie 10 B-24 i wybicie dwóch kolejnych z szyku. W rzeczywistości Amerykanie stracili 15 B-24, w tym 7 z 464. BG i 4 z 465. BG oraz 2 P-51 z 325. FG. Piloci eskorty zgłosili 9 zestrzelonych samolotów. Jednym z nich był IAR-81C nr 372 ppor. Constantina Balty, który stał się trzecim z ogółem czternastu zestrzeleń 1./Lt. Roberta C. Curtissa z 52. FG, który swoją ofiarę, tak jak w zwyczaju mieli amerykańscy piloci, wziął za Fw 190. Rumun zdołał jednak powrócić na swoim postrzelanym samolocie.
10 czerwca dowództwo 15. USAAF postanowiło wykorzystać myśliwce P-38 jako samoloty myśliwsko-bombowe. Celem ich ataku była rafineria Romano-Americano położona w pewnej odległości od pozostałych rafinerii. W misji miały wziąć udział dwie jednostki latające na P-38: 82. FG jako grupa uderzeniowa oraz 1. FG jako eskorta tej grupy. 82. FG wystawiła do lotu 46 maszyn, z którycj każda została wyposażona w 454 kg bombę i jeden podwieszany zbiornik paliwa. 1. FG wystawiła do lotu 48 samolotów mających stanowić osłonę dla grupy uderzeniowej. Przed osiągnięciem Rumunii z przyczyn technicznych musiało zawrócić 21 samolotów przez co siły USAAF zmniejszyły się do 36 P-38 z 82. FG i 39 P-38 z 1. FG. W celu uniknięcia wykrycia przez posterunki radiolokacyjne Amerykanie lecieli nisko nad ziemią, jednak i tak zostali wykryci jeszcze nad Jugosławią, dzięki czemu ich przeciwnicy mogli poderwać wszystkie dostępne myśliwce. Kiedy amerykańscy lotnicy przelatywali w pobliżu Popesti, nad lotniskiem zauważono niemieckie myśliwce nocne Bf 110 z IV./NJG 6. Trzy klucze z 71. FS odłączyły się od formacji, a ich piloci zameldowali o zestrzeleniu wszystkich sześciu samolotów. W rzeczywistości Niemcy stracili dwa Bf 110G-4 i dwa Bf 110F-4, a kolejny był uszkodzony. O strąceniu po jednym P-38 zameldowali maj. Herbert Lütje oraz jego strzelec pokładowy. Jednak walcząc z niemieckimi samolotami, Amerykanie nie zauważyli 23 IAR-81C z 6 Grupy, które zaatakowały ich formację z przewagą wysokości. Już w pierwszym podejściu Rumuni zestrzelili cztery P-38, a podczas manewrów na minimalnej wysokości kolejne dwa zahaczyły skrzydłami o ziemię i rozbiły się. Łącznie Amerykanie stracili w walce osiem P-38. Lotnicy z USAAF nie pozostali dłużni meldując o zestrzeleniu kolejnych sześciu samolotów. Najskuteczniejsi byli 2./Lt. Herbert Hatch i Lt. Carl Hoenshell, którzy mieli zestrzelić po trzy samoloty. Po wystrzeleniu całej amunicji udało im się oderwać od wroga, ale w drodze powrotnej Hoenshell zginął zestrzelony nad Bułgarią przez ltn. Taubenbergera z 6./JG 51. Po powrocie do bazy piloci IAR-ów z 6 Grupy zameldowali o 23 zwycięstwach, z czego siedmiu pilotów miało zestrzelić po dwie maszyny (kpt. Dan Vizanty, por. Micrea Dumitrescu, ppor. Eugen Ianculescu, st. sierż. Dumitru Ilie, sierż. Ioan Dimache, sierż. Gheorghe Cocebas oraz sierż. Gheorghe Tutuianu). Straty Rumunów wyniosły cztery IAR-81, z czego dwa, które zderzyły się ze sobą. Uszkodzenia odniosło kolejnych siedem maszyn tej jednostki. Zginęło trzech pilotów, a jeszcze jeden był ciężko ranny. Z dziewięciu straconych Amerykańskich pilotów z 71. FS siedmiu zginęło a dwóch dostało się do niewoli. W tym czasie grupa uderzeniowa eskortowana przez 27. FS leciała ku właściwemu celowi. Po zrzuceniu bomb na rafinerię, Amerykanie zostali przechwyceni przez liczne Bf 109. Piloci 7 Grupy meldowali o pięciu zestrzeleniach, kosztem jednego Bf 109G. Niemiecka III/JG 77 odnotowała jedenaście zwycięstw bez strat własnych, a I/JG 53 kolejnych sześć, chociaż zginął jeden pilot tej jednostki, a drugi lądował awaryjnie na uszkodzonym samolocie. Dodatkowo artyleria przeciwlotnicza zgłosiła pięć zestrzeleń. W rzeczywistości Amerykanie stracili 13 P-38. 27. FS straciła pięć samolotów, z czego jeden, którego pilot zaczepił skrzydłem o ziemię. Zginęło trzech lotników, jeden dostał się do niewoli a jeden został uratowany przez partyzantów w Jugosławii. 82. FG straciła osiem samolotów, zginęło trzech pilotów, czterech dostało się do niewoli, a jeden został uratowany przez partyzantów. W tym czasie samoloty z 94. FS, trzeciego dywizjonu 1. FG, zajęły się atakami na wrogie lotniska i inne obiekty naziemne odnotowując przy tym pięć zwycięstw powietrznych. Łącznie w misji Amerykanie stracili 22 P-38. Rumuni oprócz myśliwców stracili również dziesięć innych samolotów zaskoczonych przez myśliwce USAAF w locie lub zniszczonych na ziemi.
11 czerwca 392 B-24 i 121 B-17 atakowało cele w Rumunii. 1 Grupa odnotowała strącenie jednego B-17, a 7 Grupa zestrzelenie trzech bombowców. Piloci Luftwaffe zgłosili zestrzelenie 10 B-24, 2 B-17 i 2 P-38. Rzeczywiste straty Amerykanów wyniosły 8 B-24, a kolejny został internowany w Turcji, 1 B-17, 2 P-38 i 2 P-51. Myśliwce eskorty zgłosiły 20 zestrzeleń.
23 czerwca cele w Rumunii atakowało 231 B-24 i 139 B-17. 1 Grupa wysłała w powietrze 19 IAR-ów, a ich piloci odnotowali zestrzelenie dwóch B-17, ale w walce zginął dowódca jednostki, kpt. Ioan Sandu oraz jeszcze jeden pilot, a trzech innych lądowało przymusowo. 6 Grupa poderwała 18 IAR-ów meldując o strąceniu czterech B-17, ale Mustangi zestrzeliły cztery rumuńskie samoloty. Zginęli kpt. Constantin Dimache (4 zwycięstwa indywidualne i 3 zespołowe) i st. sierż. Victor Petric, ranni natomiast zostali st. sierż. Dumitru Ilie i sierż. Gheorghe Cocebas. 7 Grupa poderwała 11 samolotów tracąc w walce swojego dowódcę kpt. Trandafirescu, który odnotował jedyne zestrzelenie. Piloci Luftwaffe meldowali o zestrzeleniu trzech B-17 i sześciu P-51. Rzeczywiste straty Amerykanów wyniosły 3 B-24, 6 B-17 i 7 P-51. Piloci eskorty odnotowali 22 zwycięstwa.
28 czerwca nad Rumunią pojawiło się 225 B-24. 1 Grupa poderwała 17 IAR-ów, a ich piloci odnotowali zestrzelenie 3 Liberatorów. Sierż. Zisu Sava jako jedyny pilot myśliwca tego typu w walkach przeciwko USAAF zgłosił zestrzelenie P-51, choć tylko prawdopodobnie. Zginął jednak kpt. Stefanescu, a inny pilot został ranny. Piloci 6 Grupy nie byli w stanie zaatakować nieprzyjaciela. Niemieccy lotnicy meldowali o strąceniu 10 B-24 oraz wybicie z formacji kolejnych pięciu takich maszyn, a także zestrzelenie dwóch P-51. Amerykanie utracili jednak tylko trzy B-24 z 485. BG.
Po 28 czerwca część maszyn 1 Grupy przydzielono do 6 Grupy ponieważ jednostka zaczęła być przezbrajana w Bf 109G. 3 lipca 20 IAR-ów z 6 Grupy próbowało przechwycić samoloty USAAF, lecz po spotkaniu amerykańskich myśliwców, które uszkodziły jedną z rumuńskich maszyn zawrócono do bazy. Potem operacje przeciwko Amerykanom z udziałem IAR-ów odwołano całkowicie. Do tego czasu lotnicy z 6 Grupy odnotowali 87 zwycięstw pewnych i 10 prawdopodobnych za cenę 13 pilotów straconych. W sumie w walkach przeciwko USAAF stracono 32 pilotów IAR-ów. Walki z Amerykanami trwały do 19 sierpnia, ale już bez udziału myśliwsców IAR.

### Walki przeciwko Luftwaffe
Wieczorem 23 sierpnia 1944 roku Rumunia wstrzymała działanie wojenne przeciwko aliantom, a dwa dni później wypowiedziała wojnę swoim niedawnym sojusznikom, Niemcom. Tego dnia sierż. Gheorghe Grecu z 4 Grupy, pilotujący IAR-81C, zestrzelił dwa niemieckie samoloty transportowe: Messerschmitta Me 323 oraz Junkersa Ju 52/3m. IAR-81C z 2 Grupy zaatakowały niemiecki punkt oporu w Țăndărei, zabijając większość z 80 żołnierzy go broniących. 3 września podczas nalotu na lotnisko Ghimbav zostały zniszczone trzy IAR-80.
Wojskom walczącym w Siedmiogrodzie, po wycofaniu się Niemców z terenu Rumunii, wsparcia powietrznego miały udzielić między innymi wyposażone w IAR-80/IAR-81 2 Grupa (eskadry 65, 66 i 67), 6 Grupa (eskadry 59, 61 i 62) oraz 44 eskadra posiadająca mieszany skład złożony z 9 IAR-80 i 6 Bf 109G. Łącznie na front wysłano 66 samolotów IAR-80 i IAR-81.
Pierwszą jednostką, która zaczęła wykonywać zadania bojowe była 44 eskadra. 7 września eskadra zrealizowała 20 lotów, tracąc wieczorem rannego sierż. Nicolae Zaharia, który został postrzelony w swoim IAR-80 nr 292 przez pilotującego Fw 190 Stabs-Fw. Ily z 4./SG 2. Dwa dni później swoje pierwsze misje bojowe zaczęły wykonywać samoloty z 2 i 6 Grupy, które w tym dniu wykonały 36 lotów bojowych, a do 18 września 132 kolejne. 14 września lotnicy 2 Grupy zniszczyli na ziemi szybowiec transportowy Gotha. 16 września sierż. Iosif Chiuhulescu z 2 Grupy, pilotujący IAR-81C nr 413, został zestrzelony przez Uffz. Heinricha Tammena z 6./JG 52. Następnego dnia Ltn. Peter Düttmann z tej samej niemieckiej jednostki zgłosił zestrzelenie jednego IAR-a i jednego Heinkela. W rzeczywistości IAR został jedynie uszkodzony, lecz powierzony opiece 2 Grupy Heinkel został faktycznie strącony przez Niemca. 18 września 2 Grupa wykonała 63 loty bojowe i straciła od niemieckiej obrony przeciwlotniczej dwa IAR-81, w których zginęli ppor. Nicolae Smeianu i sierż. Dumitru Marinescu. 20 września 44 eskadra powróciła do Rumunii.
23 września piloci 6 Grupy w trakcie eskorty rumuńskich Hs 129 odnotowali w walce z Fw 190 dwa zwycięstwa pewne i dwa prawdopodobne, ale zginął ppor. Petre Mihailescu, którego samolot eksplodował. Później stracono dwa IAR-y i jednego Bf 109. Przeciwnikami Rumunów w tej walce byli lotnicy z II/JG 52. IAR-y zestrzelili Uffz. Wilhelm Maaßen i Ltn. Ludwig, a Bf 109 na swoje konto zaliczył Uffz. Heinrich Tammen. Po stronie rumuńskiej zestrzelenie Bf 109 odnotował por. Dumitru Bacu z 6 Grupy i st. sierż. Stavar Androne z 2 Grupy, a sierż. Dumitru Chera z 6 Grupy zgłosił zestrzelenie Fw 190. Nie uznano dwóch zgłoszeń przeciwko Bf 109 autorstwa Chara i Braciu. W rzeczywistości Niemcy stracili jednego uszkodzonego Fw 190 z I/SG 2.
25 września doszło do czterech walk z Niemcami, w wyniku których zostało zestrzelonych sześć IAR-ów, z czego cztery z 2 Grupy. Zginęło trzech pilotów: por. Ioan Ivanciovici, sierż. Franz Secicar i st. sierż. Stavar Androne. Ponadto jeden z Hs 129 z 8 Grupy Szturmowej musiał lądować przymusowo po trafieniu przez Bf 109. Rumuni po raz kolejny starli się z lotnikami z II/JG 52, którzy odnotowali tego dnia strącenie ośmiu IAR-ów. Po godzinie 9:30 Ltn. Peter Düttman meldował o strąceniu trzech IAR-ów, a dwie godziny później zestrzelił Ła-7. Około 10:20 Uffz. Wilhelm Maaßen zgłosił zestrzelenie dwóch IAR-ów, a Uffz. Tammen Hs 129. Około 13:30 dwa kolejne zestrzelenia IAR-ów zameldował Uffz. Tammen, a trzeciego tego dnia również Uffz. Maaßen. O tej samej porze Hptm. Heinrich Sturm zestrzelił Hs 129.
29 września 2 Grupa utraciła jednego IAR-a razem z pilotem. Po serii strat zdecydowano się skierować te maszyny wyłącznie do atakowania celów naziemnych. 8 października 6 Grupa została wyłączona z działań bojowych i skierowana do przezbrojenia w Bf 109. Część pilotów 6 Grupy już wcześniej dołączyła do latającej na tych maszynach 1 Grupy. Podczas miesięcznej kampanii piloci 2 Grupy wykonali 77 zadań (314 wylotów), a piloci 6 Grupy również 77 zadań, lecz 327 wylotów.
2 Grupa została zredukowana do dwóch eskadr (65 i 66) w sile 26 IAR-ów. Jednostka została przebazowana na lotnisko Someseni na Węgrzech i rozpoczęła loty bojowe 17 listopada. Atakowała cele naziemne i podczas zadań trzy samoloty zostały trafione i dwa z nich lądowały awaryjnie po swojej stronie frontu.
24 grudnia w trakcie misji rozpoznawczej trzy IAR-80A zostały zaatakowane przez węgierskie Bf 109. Zginął sierż. Dumitru Niculescu, a sierż. Nicolae Pelin lądował przymusowo na własnym terenie.
W lutym 1945 roku 2 Grupa otrzymała uzupełnienie w postaci 15 IAR-81C. 9 lutego sierż. Alexandru Grecu prowadzący parę IAR-ów zestrzelił Hs 129 z 8 Grupy, którym na stronę niemiecką chciał zdezerterować sierż. Dumitru Marinescu. Marinescu razem z dwoma pasażerami zostali ranni.
W kwietniu prowadzono intensywne akcje wspierające rumuńskie wojska walczące na Słowacji. 2 kwietnia zaatakowano dwa pociągi, a 7 kwietnia zniszczono dużo pojazdów. 21 kwietnia wykonano 31 lotów na atakowanie pozycji piechoty i artylerii. Zaatakowano również kolumnę zmechanizowaną, niszcząc 11 samochodów i dwa wozy konne przy stracie zestrzelonego por. Gheorghe Mociornita. 26 kwietnia wykonano 68 lotów niszcząc 5 pojazdów, 16 wozów i dwa działa tracąc przy tym poległego sierż. Constantina Prisacaru. 8 maja wykonano 24 loty bojowe przy stracie poległego ppor. Remusa Vasilescu pilotującego samolot nr 399. Walki toczyły się jeszcze przez kilka dni po oficjalnym ustaniu działań wojennych, a ostatnie cztery loty wykonano 11 maja przeciwko armii Własowa.

### Po wojnie
W czasie wojny utracono 274 myśliwce IAR, z czego 158 w wypadkach, 74 w walkach powietrznych (36 z USAAF, 24 z WWS i 14 z Luftwaffe), 14 od ognia z ziemi i 28 zniszczonych na ziemi. Pozostałe samoloty IAR-80 i IAR-81 pozostały w służbie rumuńskich sił powietrznych jeszcze kilka lat po wojnie. Ostatnie z nich wycofano ze służby i złomowano w latach 1956–1957. Żaden z nich nie został zachowany do celów muzealnych.

## Opis konstrukcji
Samolot IAR-80/IAR-81 był jednomiejscowym jednosilnikowym wolnonośnym dolnopłatem o półskorupowej, całkowicie metalowej konstrucji, zbudowanym w klasycznym układzie.
Maszyna była napędzana 14-cylindrowym silnikiem IAR-14K (licencyjna wersja Gnome Rhône 14K Mistral Major) zbudowany w układzie podwójnej gwiazdy. Pojemność silnika wynosiła 38,67 l, moc maksymalna przy 2300 obr./min. na wysokości 3200 m – około 1000 KM (w zależności od wersji – 930/960/1025 KM), moc trwała – 960 KM, moc nominalna na wysokości 0 m – 880 KM. Silnik poruszał trójpłatowe śmigło metalowe VDM, z piastą osłoniętą kołpakiem, obracające się przeciwnie do kierunku obrotu wskazówek zegara. Pod osłoną silnika znajdował się chwyt powietrza do sprężarki, od egzemplarza nr 241 z zamontowanym filtrem powietrza. W przykadłubowej części natarcia prawego skrzydła znajdował się chwyt powietrza do chłodnicy oleju. Od samolotu nr 251 montowano dwie chłodnice oleju z chwytami w obu skrzydłach.
Przekrój kadłuba był w przedniej części okrągły, z tyłu przechodzący w owalny. Za silnikiem w górnej części kadłuba znajdował się zbiornik oleju o pojemności 48 litrów. Między silnikiem i zbiornikami oleju, a zbiornikami paliwa znajdowała się przegroda przeciwpożarowa. Instalacja paliwowa składała się z dwóch zbiorników paliwa: górnego o pojemności 163 l i dolnego o pojemności 292 l. Od egzemplarza nr 251 wprowadzono okładzinę samouszczelniającą się. Za zbiornikami paliwa, przed tablicą przyrządów, znajdowały się butle ze sprężonym powietrzem.
Kabina pilota osłonięta była owiewką odsuwaną do tyłu za pomocą trzech prowadnic. Pierwsze 20 samolotów otrzymało prosty celownik pierścieniowy, pozostałe zostały wyposażone w celownik refleksyjny Goerz GM2/Tereflex. Radiostacja nadawczo-odbiorcza była typu FuGVIIa.
Płat był o obrysie trapezowym z zaokrąglonymi końcówkami, oparty konstrukcyjnie o dwa dźwigary. Skrzydła były wyposażone w napędzane hydraulicznie, kryte płótnem klapy typu Handley-Page. W samolotach IAR-81, po wypuszczeniu na kąt 60° lub od egzemplarza nr 231 na kąt 75°, mogły służyć jako hamulce aerodynamiczne do bombardowania z lotu nurkowego. Lotki miały kryte płótnem lotki wywarzające, poruszające się w zakresie od +26° do -24°. Od samolotu nr 76 lotki były zsynchronizowane z klapami – w momencie ich wypuszczenia poruszające się w zakresie od +4° do – 46°.
Podwozie chowane było w kierunku osi kadłuba za pomocą instalacji pneumatycznej. Opony miały rozmiar 635x190 mm.
Ustrzenie było konstrukcji klasycznej, ze sterami wysokości krytymi płótnem i sterem kierunku krytym blachą duralową o grubości 0,6 mm. Od samolotu nr 260 i we wszystkich IAR-81 stateczniki poziome były wsparte zastrzałami. Pod tylną częścią kadłuba znajdowała się płoza kadłubowa.
Uzbrojenie strzeleckie: IAR-80: cztery karabiny maszynowe Browning FN kal. 7,92 mm z zapasem amunicji 600 nabojów na lufę; IAR-80A oraz IAR-81: sześć karabinów maszynowych Browning FN kal. 7,92 mm z zapasem amunicji 400 nabojów na lufę; IAR-81B: cztery karabiny maszynowe Browning FN kal. 7,92 mm z zapasem amunicji 400 nabojów na lufę i dwa wielkokalibrowe karabiny maszynowe Browning FN kal. 13,2 mm z zapasem amunicji 150, lub od samolotu nr 212, 175 nabojów na lufę; IAR-80C: cztery karabiny maszynowe Browning FN kal. 7,92 mm z zapasem amunicji 400 nabojów na lufę i dwa działka Ikaria MG-FF kal. 20 mm z zapasem amunicji 60 nabojów na lufę; IAR-81C oraz ponad 30 samolotów przebudowanych z IAR-80A i IAR-81: dwa karabiny maszynowe Browning FN kal. 7,92 mm z zapasem amunicji 700 nabojów na lufę i dwa działka MG 151/20 kal. 20 mm z zapasem amunicji 175 nabojów na lufę.
Uzbrojenie podwieszane: pierwsze 150 samolotów bez możliwości stosowania zewnętrznych podwieszeń; IAR-80B (nr 201-230): pod skrzydłami dwie bomby o masie 50 kg lub dwa dodatkowe zbiorniki paliwa o pojemności 100 l napełniane do połowy; IAR-80B (nr 291-300) oraz IAR-80C: pod skrzydłami dwie bomby o masie 100 kg lub dwa dodatkowe zbiorniki paliwa o pojemności 100 l; IAR-81: pod kadłubem bomba o masie 250 kg, pod skrzydłami dwie bomby o masie 50 kg, lub (od samolotu nr 231) dwa dodatkowe zbiorniki o pojemności 100 l napełniane do połowy; IAR-81C: pod kadłubem bomba o masie 250 kg, pod skrzydłami dwie bomby o masie 100 kg lub dwa dodatkowe zbiorniki paliwa o pojemności 100 l.

## Dane taktyczno-techniczne
| Wersja                          | Prototyp | IAR-80 | IAR-80A  | IAR-80B   | IAR-80C         | IAR-81      | IAR-81C   |
| ------------------------------- | -------- | ------ | -------- | --------- | --------------- | ----------- | --------- |
| Wymiary                         |          |        |          |           |                 |             |           |
| Rozpiętość (m)                  | 10       | 10,52  | 10,52    | 10,52-11  | 11              | 10,52       | 11        |
| Długość (m)                     | 8,16     | 8,9    | 8,9      | 8,9-8,97  | 8,97            | 8,9-8,97    | 8,97      |
| Wysokość (m)                    | 3,6      | 3,6    | 3,6-3,53 | 3,53      | 3,53            | 3,53        | 3,53      |
| Powierzchnia nośna (m²)         | 15,5     | 16     | 16       | 16-16,5   | 16,5            | 16          | 16,5      |
| Masy                            |          |        |          |           |                 |             |           |
| Własna (kg)                     | 1780     | 2045   | 2110     | 2135-2190 | 2200            | 2155        | 2200      |
| Startowa bez podwieszeń (kg)    | 2270     | 2483   | 2720     | 2810-2870 | 2880            | 2750-2800   | 2900      |
| Startowa z podwieszeniami (kg)  |          |        |          | 2960-3020 | 3030            | 3070-3125   | 3325      |
| Pojemność zbiorników paliwa (l) | 455      | 455    | 455      | 455+0–200 | 455+0–100/0–200 | 330+0–100   | 330+0–200 |
| Osiągi                          |          |        |          |           |                 |             |           |
| Prędkość (km/h) na wys. 5000 m  | 510      | 485    | 485      | 485       | 485             | 485         | 485       |
| Czas wznoszenia na wys. 5000 m  | b.d.     | 6'00"  | 5'27"    | 6'30"     | 6'45"           | 5'50"-7'00" | 7'00"     |
| Pułap praktyczny (m)            | 11000    | 10500  | 10500    | 10000     | 10000           | 10000       | 10000     |
| Zasięg normalny (km)            | 700      | 760    | 730      | 730       | 730             | 730         | 730       |
| Zasięg maksymalny (km)          | b.d.     | b.d.   | b.d.     | 1030-1330 | 1330            | 1330        | 1330      |